# Umeå
För andra betydelser, se Umeå (olika betydelser).
Umeå (fil) (umemål [ʉ̂ːm]; umesamiska: Ubmeje; sydsamiska Upmeje; meänkieli och finska: Uumaja) är en tätort i Västerbotten. Umeå är centralort i Umeå kommun, residensstad i Västerbottens län och sedan 1965 universitetsstad. Umeå är med 91 916 invånare (2020) Norrlands största tätort (passerade år 1995 Gävle), samt Sveriges 13:e största tätort.
Umeå, som ofta kallas Björkarnas stad, är beläget invid Umeälven, cirka femton kilometer från Bottniska vikens kust, vid Västra Kvarken. Orten växte fram på 1300-talet kring Backens kyrka ungefär fem kilometer uppströms från Umeås nuvarande centrum. När landhöjningen gjorde segeltrafiken svårare flyttade orten nedströms i samband med att Umeå i början av 1620-talet fick stadsrättigheter. Umeälvens uppgrundning fortsatte dock, och Umeå hamn, som dittills legat helt centralt, ligger sedan 1920-talet knappt 20 kilometer söderut, nära älvens mynning i Holmsund.
Sedan 1980-talet har Umeå alltmer profilerat sig som kulturcentrum och var 2014 också europeisk kulturhuvudstad. Åren 2018, 2020 och 2021 utsågs Umeå av SVT Sport till Sveriges bästa idrottsstad. Förutom återkommande framgångar för IFK Umeås längdskidåkare har lag som Björklöven, Umeå IK, Umeå FC, IBK Dalen, Iksu och A3 Basket tillhört landets bästa i sina sporter.

## Namn
I de äldsta källorna nämns Umeå i flera olika namnvarianter. År 1316 skrivs namnet Huum, men 1320 skrivs det Vma i Hälsingelagen. Det har förmodats att Huum är en felskrivning, och att det ursprungliga namnet ska ha varit Uma. Den sedvanliga uppfattningen är att namnet kommer från ett på fornnordiska beskrivande namn på älven, Úma, den dånande eller den tjutande. En annan teori är att namnet kommer från finskans uoma som betyder flodbädd.
Namnets ursprung har också satt fantasin i rörelse. Enligt den götiska uppfattningen är namnet härlett ur Ymer, och Ymer är därmed ett namn som ibland förekommer i Umeå, till exempel i Fria Moderata Studentföreningen Ymer vid universitetet. Umeå skulle därmed enligt samma götiska skola vara det Ymisland som omnämns i Hervarar saga.

## Historia

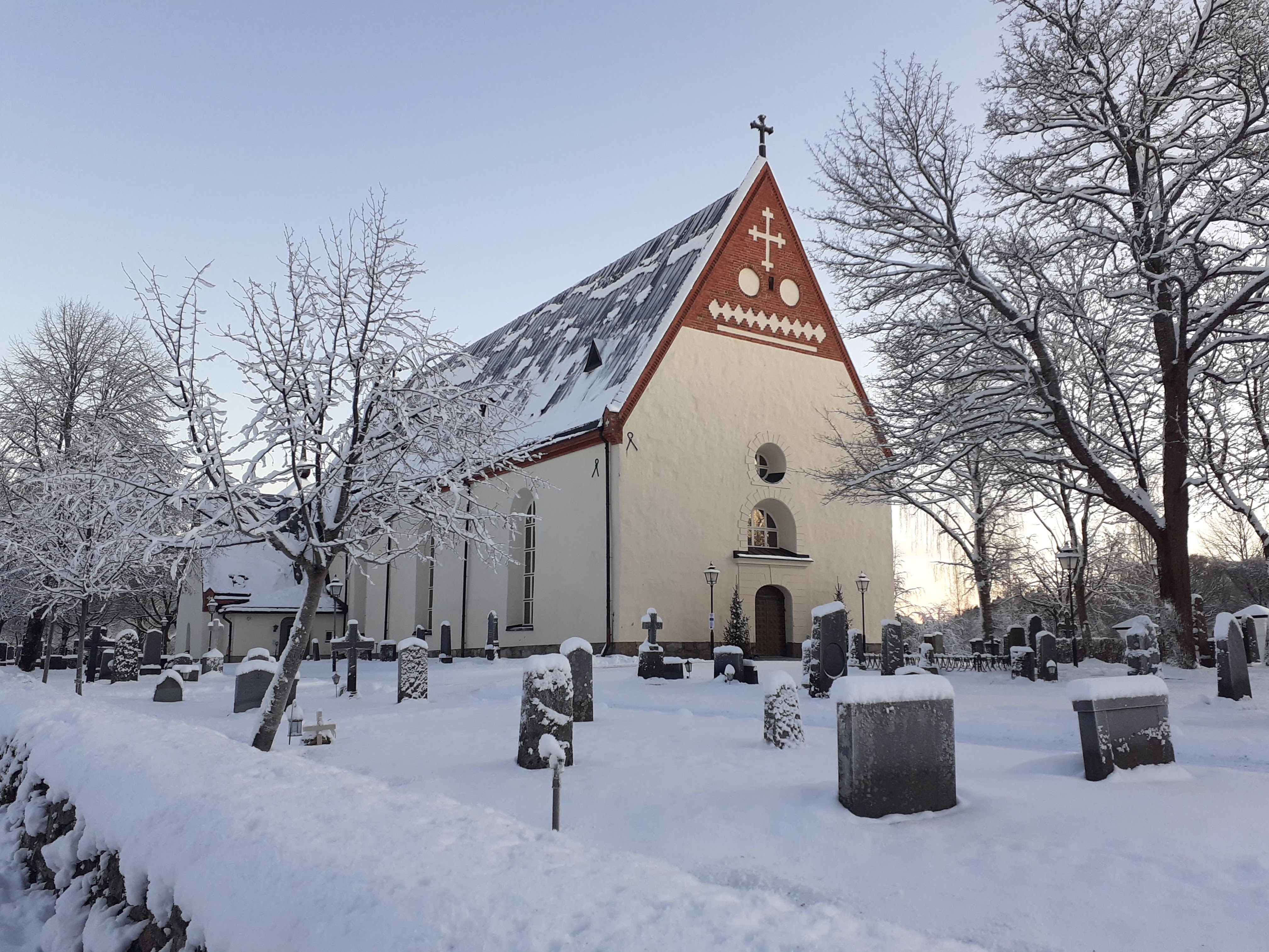
Backens kyrka väst om stan har en historia som leder till medeltiden. Umeå växte fram i området direkt öst om kyrkan.

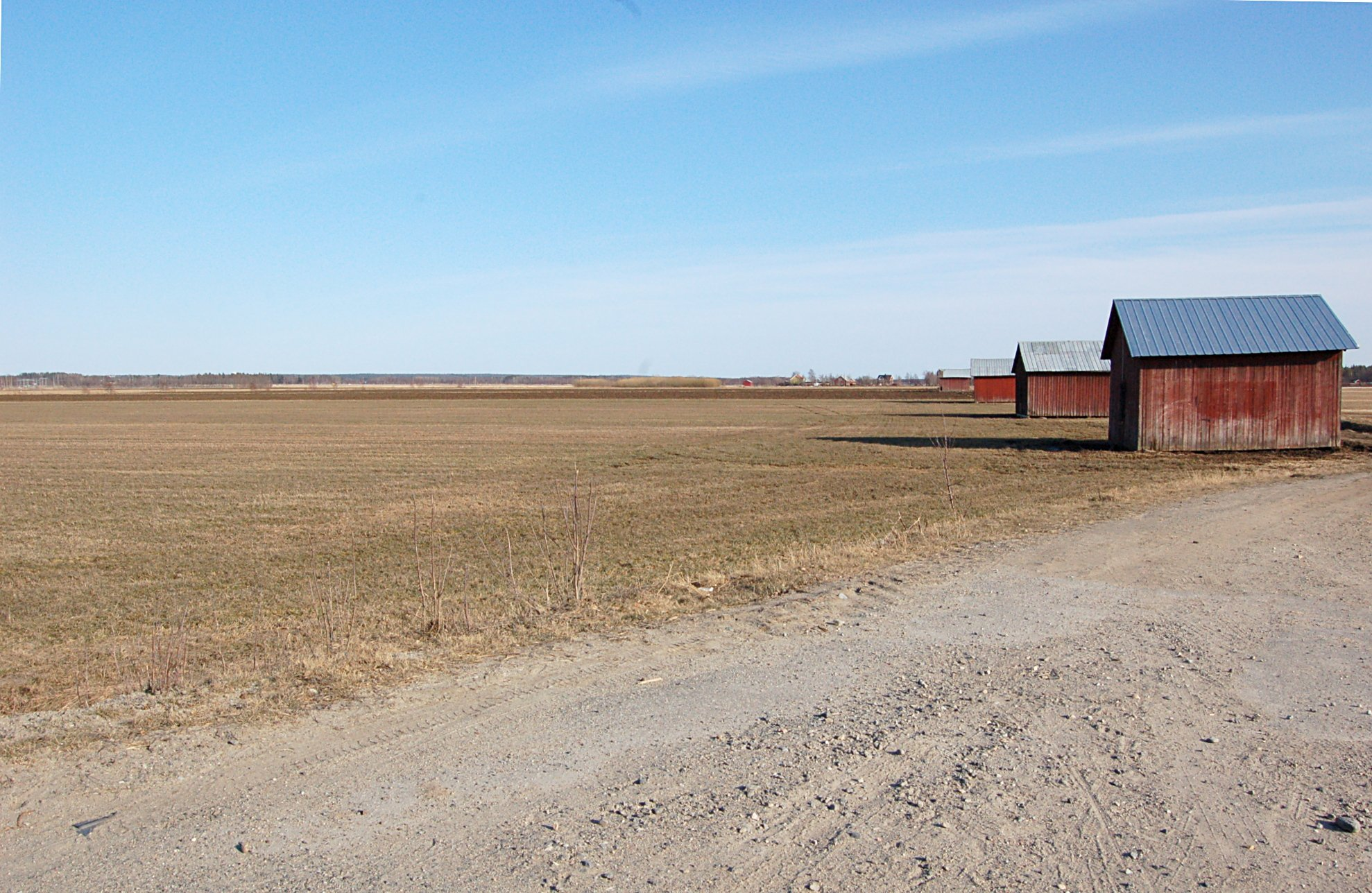
Röbäcksslätten söder om staden har bevarat sin agrara karaktär.

Det har under lång tid funnits människor i Umeå älvdal. De äldsta hällristningarna nära Umeå, i Norrfors omkring 10 kilometer väster om staden, är från cirka 3 000 f.Kr. På flera håll finns också lämningar av boplatser och odlingar från bronsåldern fram till 1000-talet. I området odlades korn och vete i det då milda klimatet och älg och bäver jagades längre in i landet. Med tiden blev klimatet återigen svalare och vid 500 f.Kr. hade odlingen övergetts till förmån för jakt och fiske. En stor del av det som idag utgör Umeå var fortfarande under havsytan år 1000 e.Kr.

### 1300–1500-talen
Första gången Umeå omnämns i skrift är år 1314 när Umeå kyrksocken nämns i den kyrkliga skattelängden Sexårsgärden och därmed börjar betraktas som en del av kyrkans område. Namnet förekom också i en skrift i Hälsingelagen år 1320.
Vid den tiden var centralorten belägen ungefär vid nuvarande Backens kyrka, där det fanns handelsplats, hamn och en träkyrka. Umeå (Vma) nämns också i Hälsingelagen från cirka år 1320, där det stadgas om bågaskatt. Kolonisatörer som sökte sig till vildmarken använde då Umeå som ett stopp på vägen.
Under samma århundrade gavs hela Umeå som förläning åt Upplands lagman, riddaren Nils Gustafsson, som liksom senare hans son Erik Puke, styrde socknen från Korsholms slott. Byn Kåddis skänktes år 1324 till ärkebiskopen, men övertogs 1426 av König Skarlakan. År 1482 fick ärkebiskopen Jakob Ulvsson hela Norrland, inbegripet Umeå socken, i förläning. 19 år efter att området överlåtits till ärkebiskopen, år 1501, ersattes den gamla träkyrkan i Backen i Umeå med en stenkyrka. Det dröjde dock till år 1508 innan kyrkan var färdigställd. År 1526 tog lutheranen Bo Warniksson över som präst i Backens kyrka efter den katolske mäster Gerlach och därefter blev Umeå protestantiskt.
Landsköpmän var bönder som också bedrev handel, varvid de försåg invånarna med nödtorft som salt, vadmal, hampa, spannmål och lärft. Umeå socken hade år 1539 två landsköpmän, en i Degernäs och en i Röbäck – ett antal som 1549 hade ökat till femton.

### Stadsprivilegier
I början av 1580-talet uppvaktade västerbottningarna kung Johan III för att få en köpstad till landskapet. Kungen ställde sig positiv till detta och utfärdade 1588 stadsprivilegier för en stad i Umeå socken. Det var interimsprivilegier som skulle gälla i sex år. Den plats som föreslogs för Umeå stad låg på prästbordet i Backen, fem kilometer väster om nuvarande centrum. Där låg sockenkyrkan och Umeå kungsgård, där hölls årliga lappmarknader med regionens samer och dit ledde alla någorlunda framkomliga vägar i socknen. Där fanns det en hamn i Umeälven och kyrkstugor för allmogen. Landsköpmännen bodde också i stor utsträckning i byarna närmast sockenkyrkan, i exempelvis Ytterhiske, Västerhiske, Grisbacka, Grubbe, Baggböle, Klabböle, Kåddis och Brännland. Stadsplatsen godkändes av kungen. Ambitionen var att området kring Backens kyrka skulle växa genom att köpmän från socknarna i Umeå, Bygdeå, Lövånger och Skellefteå skulle flytta dit. Då var staden en knutpunkt för vägar både på vatten och land, men älven var inte längre lika djup och därför var det inte heller möjligt för större båtar att angöra hamnen. Intresset svalnade, två år senare fanns de två landsköpmännen inte längre kvar och under 1590-talet dog staden ut. Då hade en efter en återvänt till sina ursprungsorter och handlarna i Skellefteå hade vägrat att flytta till Umeå från första början. Staden var inte färdigbyggd innan epoken som stad avslutades och kvar fanns var ett fåtal tomma stugor runt sockenkyrkan. Av 1594 års räkenskaper framgår att det då inte fanns några borgare mantalsskrivna i staden och att antalet landsköpmän sjunkit till 30 från att ha varit 51 det år då staden anlades. Av den första staden återstod då inget annat än ett mörkfärgat så kallat stadslager i jorden kring Häradsvägen där den går från kyrkan mot söder, ned mot älven. Vid arkeologiska undersökningar har tegel, järnföremål, fragment av kritpipor, fönsterglas med mera påträffats inom en yta på omkring 100 x 50 meter. Platsen är klassad som fast fornlämning (Umeå stad 127).
Från 1594 fortlevde kyrkstaden med sin vardagliga verksamhet intill området Hamnen som åter blev sockenhamn och där flera bönder idkade handel och byggde upp mindre handelsflottor. Här bodde olika sociala grupper som hantverkare och lägre statstjänstemän, "fogdetjänare". Totalt fanns här tio stugor, inklusive tre kyrkstugor, år 1596. Från 1610-talet ökade antalet kyrkstugor till sju, varav tre i området Hamnen och fyra i områdena Backen och Västerbacken.
Hamnen i kyrkstaden upphörde med tiden eftersom älven hade uppgrundats genom landhöjningen och större båtar inte längre kunde angöra platsen.
År 1609 utnämndes Petrus Königsson, senare Petrus Kenicius, från Baggböle till ärkebiskop i Sverige, han krönte år 1617 Gustav II Adolf. Under 1600-talet ville Gustav II Adolf återigen bygga upp staden, och fyra år efter kröningen beordrade en kunglig kommissionen sockenborna att åter bygga en stad, denna gång på norra älvstranden, fem kilometer nedströms från det tidigare centrumet, med hänvisning till den landhöjning som skett.
År 1621 erhöll Piteå, Luleå och Torneå stadsprivilegier och året därpå, år 1622, erhöll även Umeå nya stadsprivilegier. Socknarna Skellefteå och Burträsk hade då redan fördelats till Piteås handelsområde varför  Umeå fick nöja sig med Umeå socken, Bygdeå socken samt Lövånger socken. De som skrev sig i Umeå blev då kallade borgare och hade då rätt att bedriva handel inom bestämda geografiska områden. Som belöning fick de nyinflyttade tullfrihet under ett par år samt visst självstyre med en egen borgmästare. I gengäld skulle man, efter den inledande perioden av skattelättnader, förtulla alla varor som kom till staden samt betala skatter.

### 1600-talet

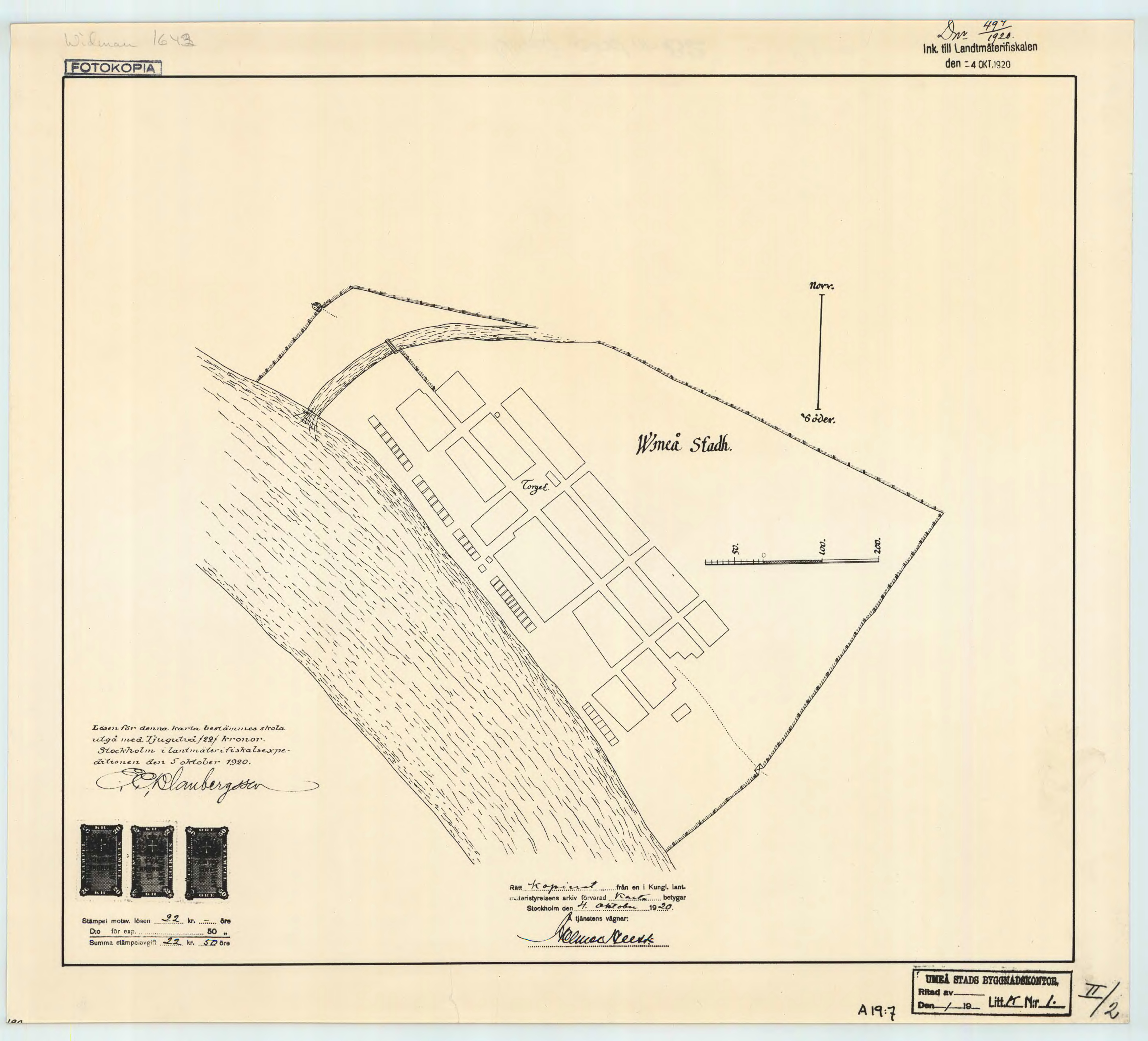
Wmeå Stadh 1643

År 1621 sände Gustav II Adolf en delegation under Olof Bure att planera staden igen. På grund av landhöjningen valdes ett område kring fem kilometer öster om dåvarande centrum, som i folkmun länge fortsatte att kallas Umeå Moder. För den nya staden köptes år 1622 Sandahemmanet på Ytterhiske om ett halvt mantal av Olof Östensson, som blev borgare i staden. Stadsmarken kostade 500 daler kopparmynt. 
Troligen var det Olof Bure som utförde stadsplanen. Den 22 juni 1622 utfärdade riksrådet interimistiska stadsprivilegier för Umeå stad. Stadsbilden var typisk för epoken, med inte helt raka rutnätsgator och huvudgator som löper parallellt med älven. Torget var förhållandevis oansenligt och låg i stadens västra del. Möjligen verkställdes inte alla Bures planer, så till exempel den om en tredje huvudgata. Spår av Bures stadsplan är Storgatan, Västra Rådhusgatan och Rådhustorget.
Stadens handelsområde begränsade sig till den egna socknen samt Bygdeå och Lövånger medan de angränsande socknarna Skellefteå och Burträsk tillföll Piteå som erhållit stadsprivilegier året innan. Under de år Livland var svenskt (Svenska Livland 1629–1721) handlade Umeå också med Riga och Reval (Tallinn). År 1634 fick Umeå delad rätt med Härnösand att handla i Nordmalings socken, vilket kan ha räddat staden från att helt tyna bort under 1630-talets missväxtår.
År 1638 bildades Västerbottens län, motsvarande dagens Norr- och Västerbotten, och Umeå utsågs i samband med detta till residensstad. Residensstaden Umeå hade då 40 invånare, men staden växte och år 1652 var 200 invånare bosatta i Umeå. Samma år fick staden sin första skola.
De definitiva stadsprivilegierna fick staden av drottning Kristina 1646, samma år som uppförandet av Umeå stads kyrka påbörjades. Nicodemus Tessin d.ä. tog över stadsplaneringen efter Bure. Han gjorde stadens form mer rektangulär, och Kungsgatan kan möjligen härledas till hans stadsplaner. Daniel Jonsson Trast var stadens förste borgmästare. Han tillträdde omkring 1640, men fick kunglig fullmakt först 1648. För att locka bönderna att bli stadsbor fick de bland annat sex frihetsår.

### 1700-talet

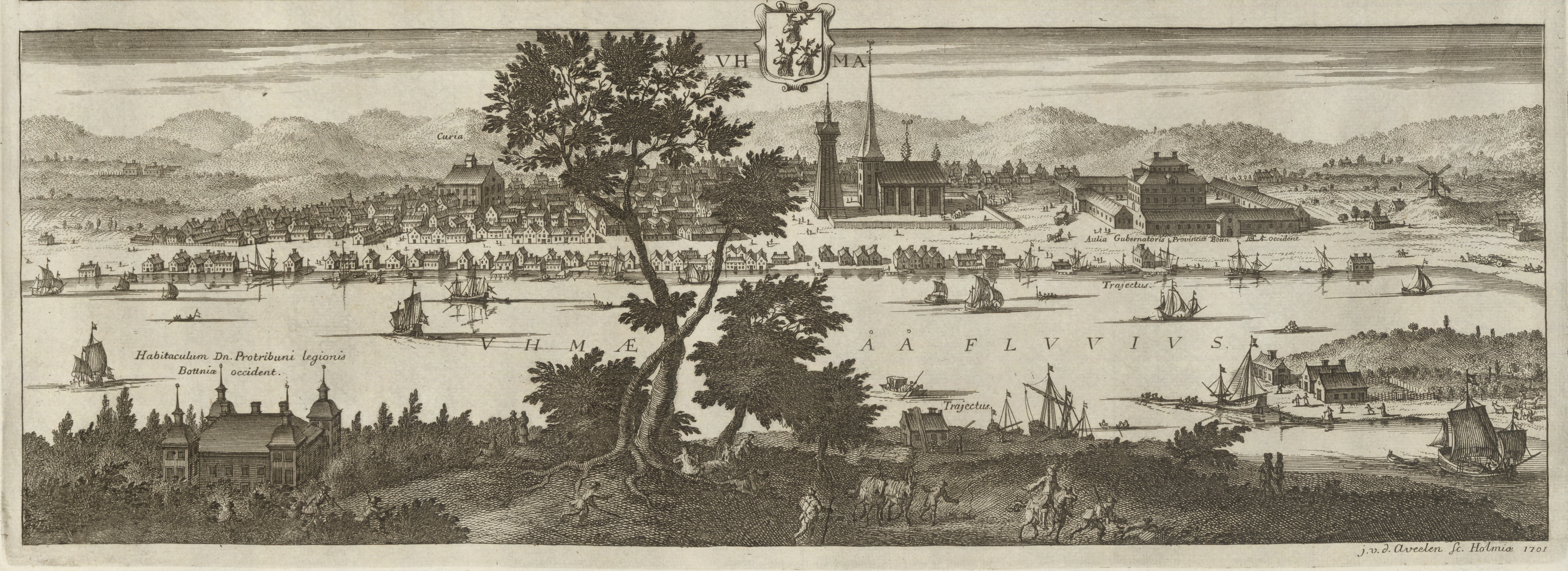
Umeå omkring år 1700. Ur Suecia antiqua et hodierna och därmed troligen inte helt tillförlitlig.

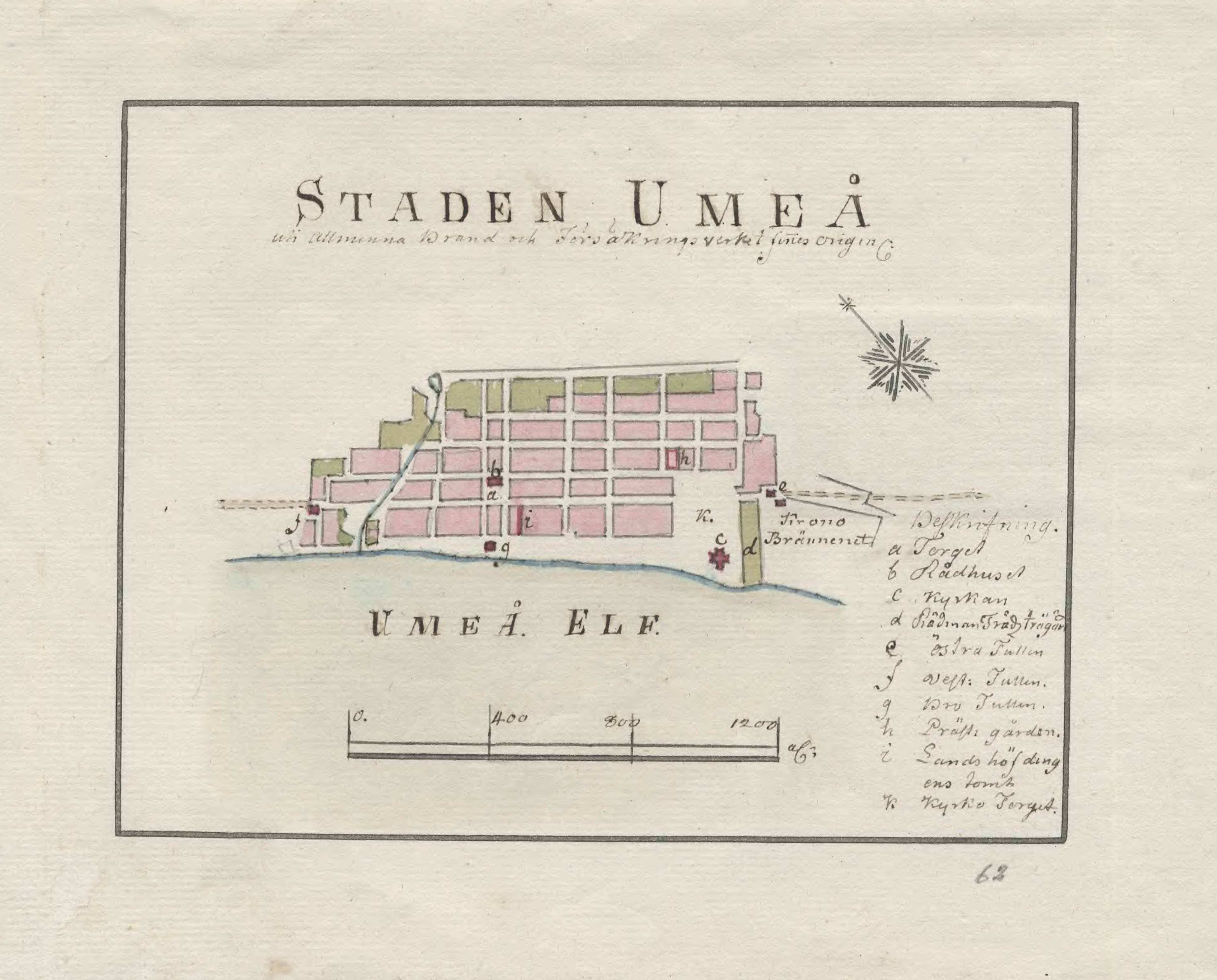
Karta över Umeå från 1790-talet

Sverige låg vid ingången till 1700-talet i krig med Ryssland (Stora nordiska kriget) och ryska trupper brände den 20 september 1714 ner hela staden så när som på stadskyrkan, sedan de svenska trupperna, under landshövding och generalmajor Anders Erik Ramsay, övergivit staden. Ryssarna beslagtog också handelsskeppen i hamnen med de laster de hade. I januari 1719 tog sig ryssarna över den tillfrysta Kvarken och plundrade Umeå. Ryssarna brände den återuppbyggda staden den 22 maj 1720 och de tillfälliga bostäder som satts upp den 8 juni 1721. Det året bodde det 218 personer i staden. Men staden repade sig åter och Carl von Linné beskrev den 1734 med orden "Umeå, en liten stad som ännu eij wähl reparerat sig efter det skadestånd den led af fiendens eld, då den totaliter blef afbränd.". 

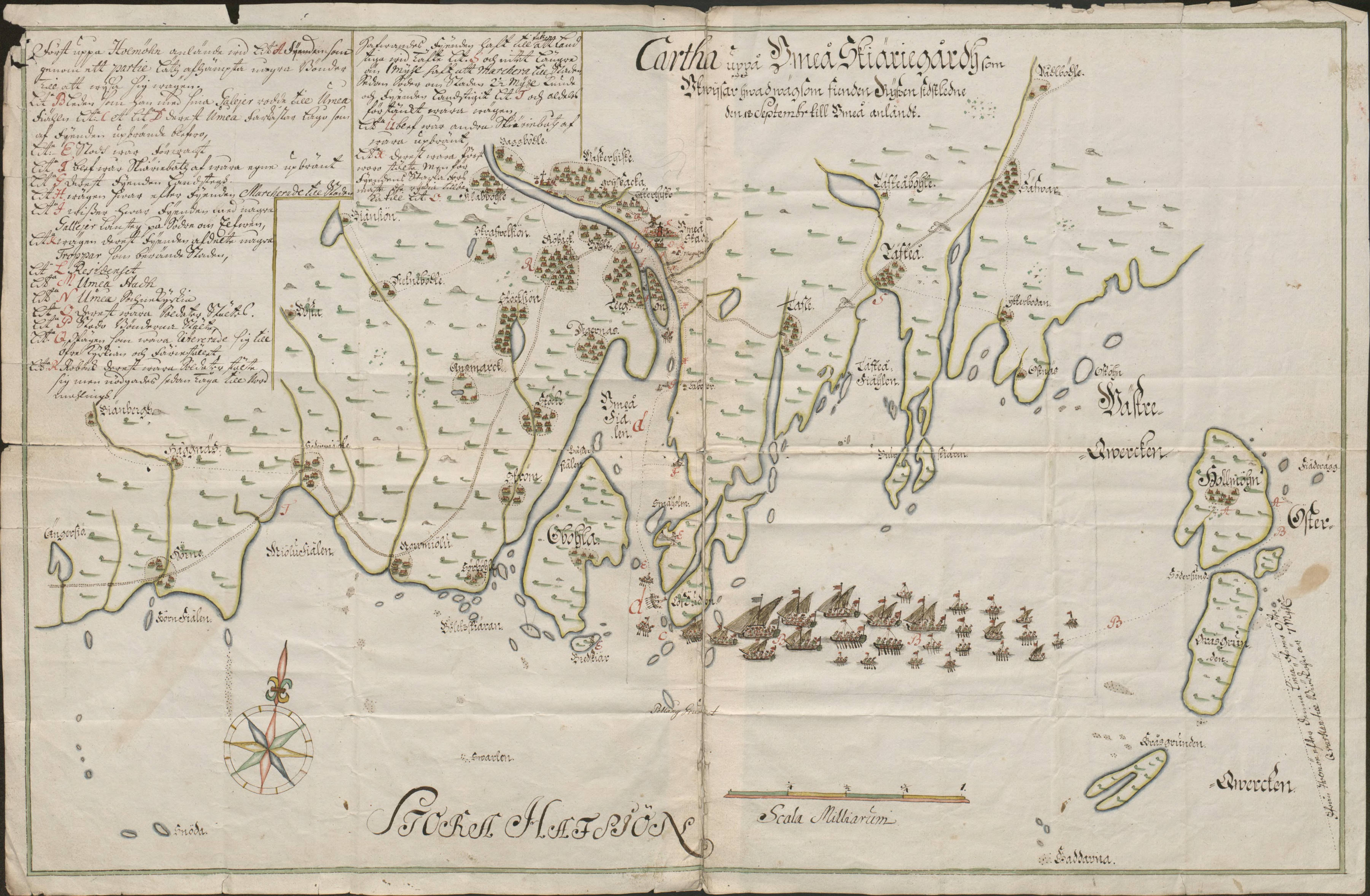
Den ryska flottan på sin väg att attackera Umeå (1714).

Landshövdingarna Jacob Grundel och Gabriel Gyllengrip verkade kraftfullt för att snabbt bygga upp staden och 1751 hade Umeå 705 invånare. Den återuppbyggdes efter de gamla stadsplanerna men fick några fler gator. År 1780 beslutades att husen i staden, som var byggda av trä, skulle målas röda och att de skulle numreras.
År 1756 togs Bottniska handelstvånget bort och staden fick stapelstadsrätt gemensamt med resten av Västerbotten 1766. Stapelstaden förlades i Ratan. Umeå hamn började handla med utlandet, och behövde inte längre gå via mellanhänder i Gävle eller Stockholm.
År 1771 hade bara två bodar i staden öppet året runt. Den mesta försäljningen skedde på marknader i Umeå, Nordmaling, Bygdeå, Lövånger, Burträsk och lappmarkerna. På dessa marknader köpte borgarna upp varor som brädor, fisk, skinn av ekorre, bäver, björn, utter, järv, räv och hermelin, och tran från säl. Dessa varor, och järn från Robertsfors och Olofsfors, sålde köpmännen sedan vidare.
Av stadens 836 invånare år 1771 hade 88 burskap. Av de senare var 38 handlare, 24 hantverkare och 26 fiskare. 110 tomter var bebodda, och staden införskaffade fortlöpande mark österut för att kunna utvidgas.
År 1785 inrättades Övre Norrlands första lasarett i Umeå, strax utanför stadens tullar, på tomten Sandåkern 3, nuvarande Storgatan 28.

### 1800-talet

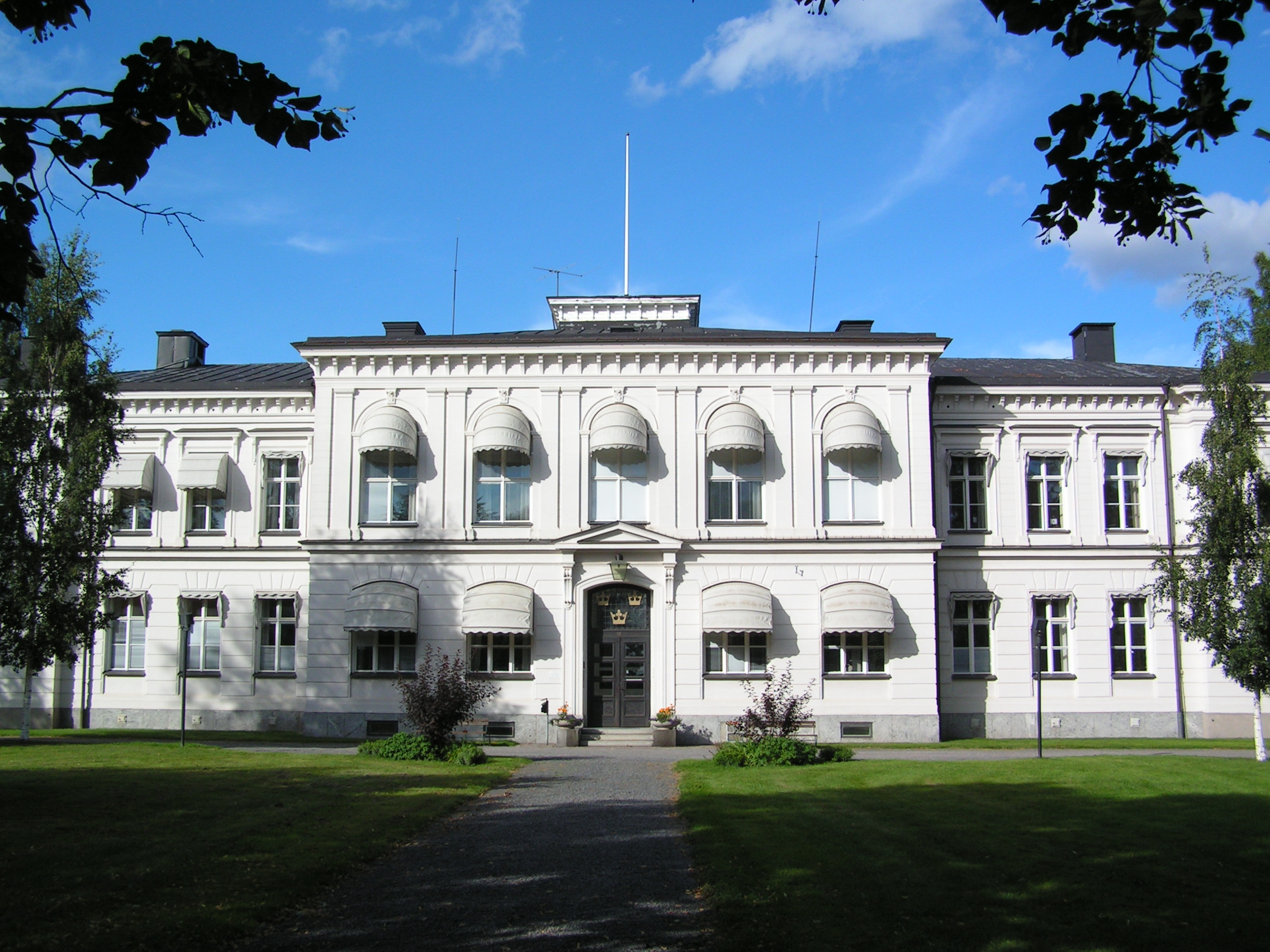
Hovrätten för Övre Norrland, byggd 1886–1887.

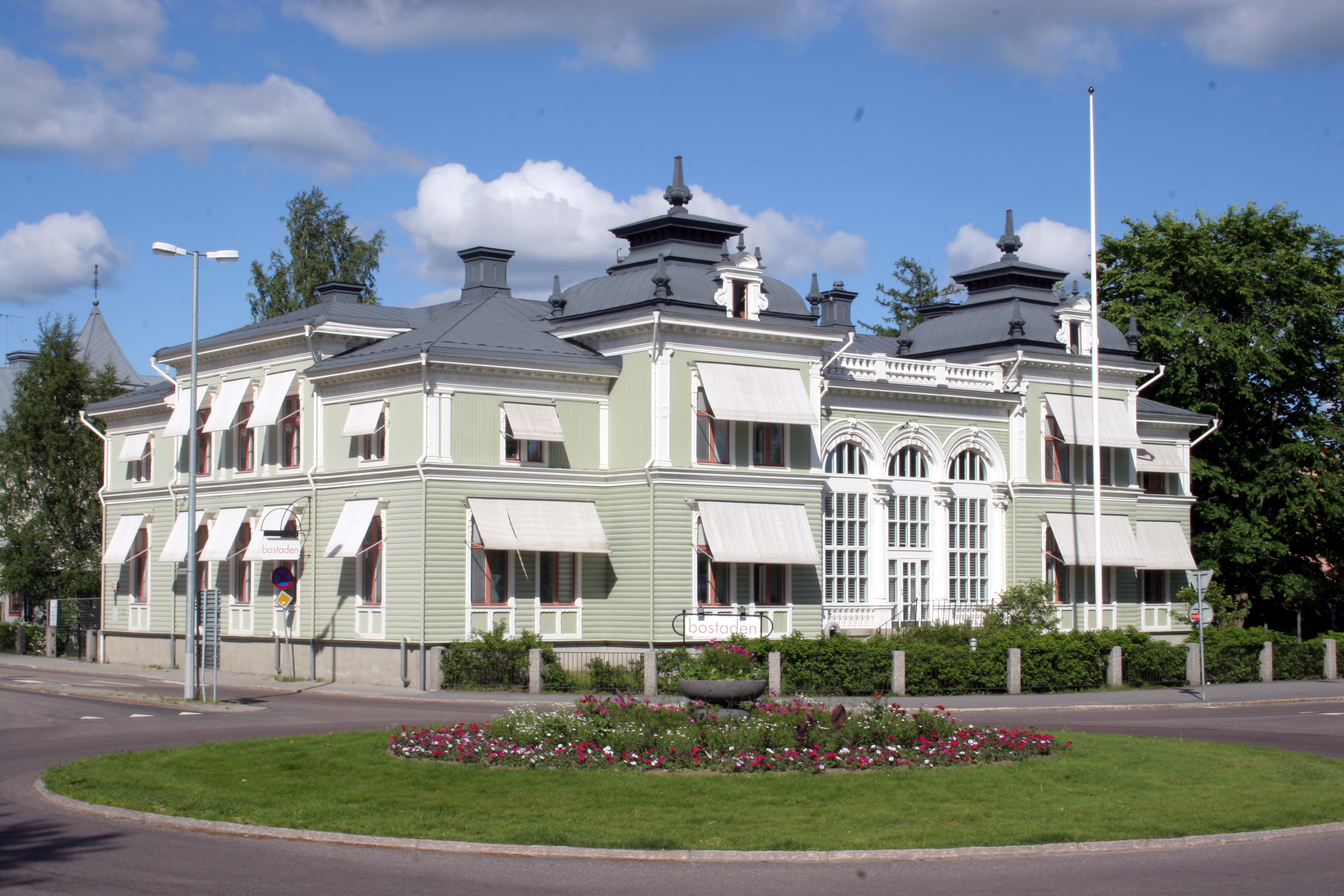
Moritzska gården, ritad 1891.

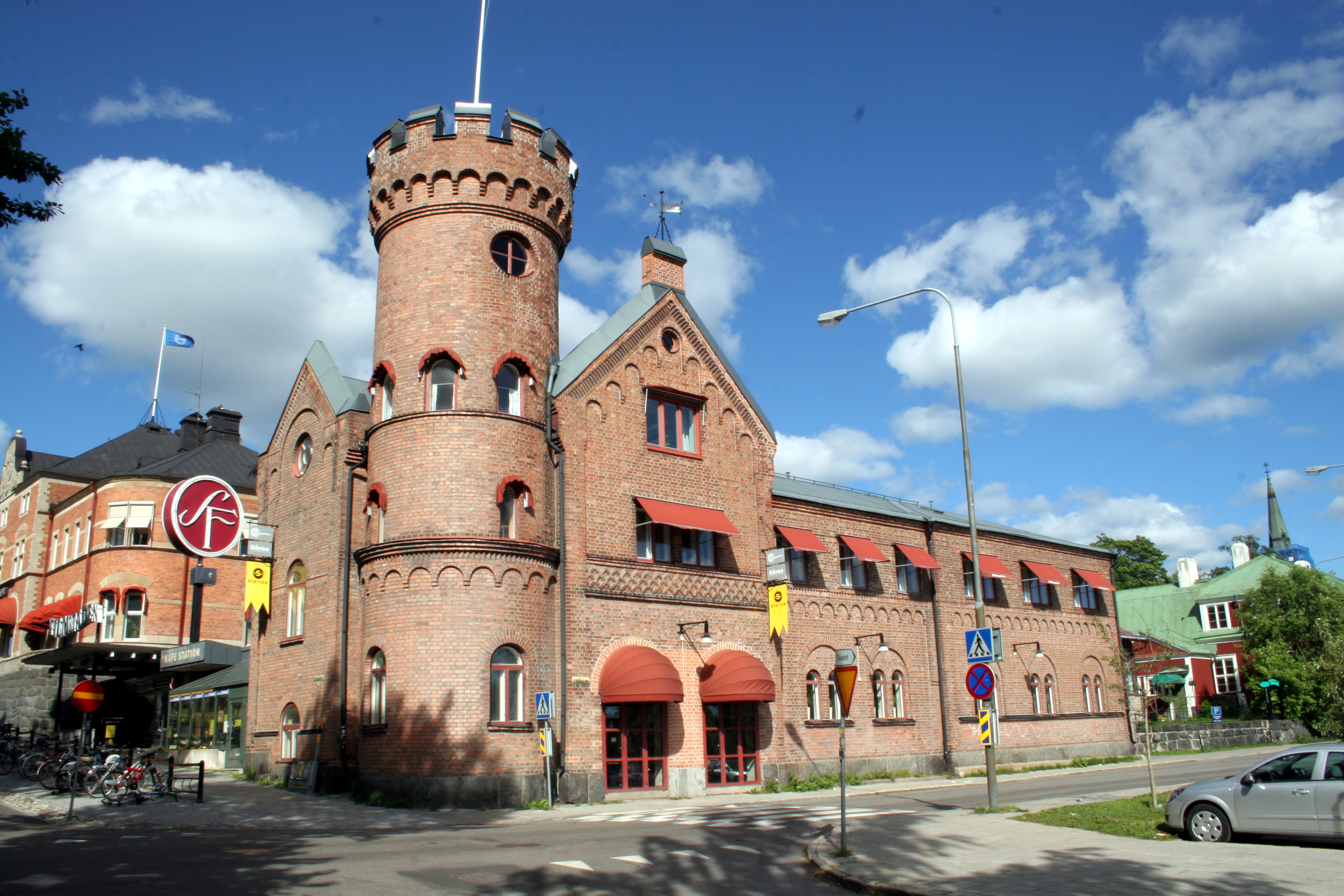
Gamla elverket byggdes av överblivet tegel efter kyrkan. Där fanns också en brandstation.

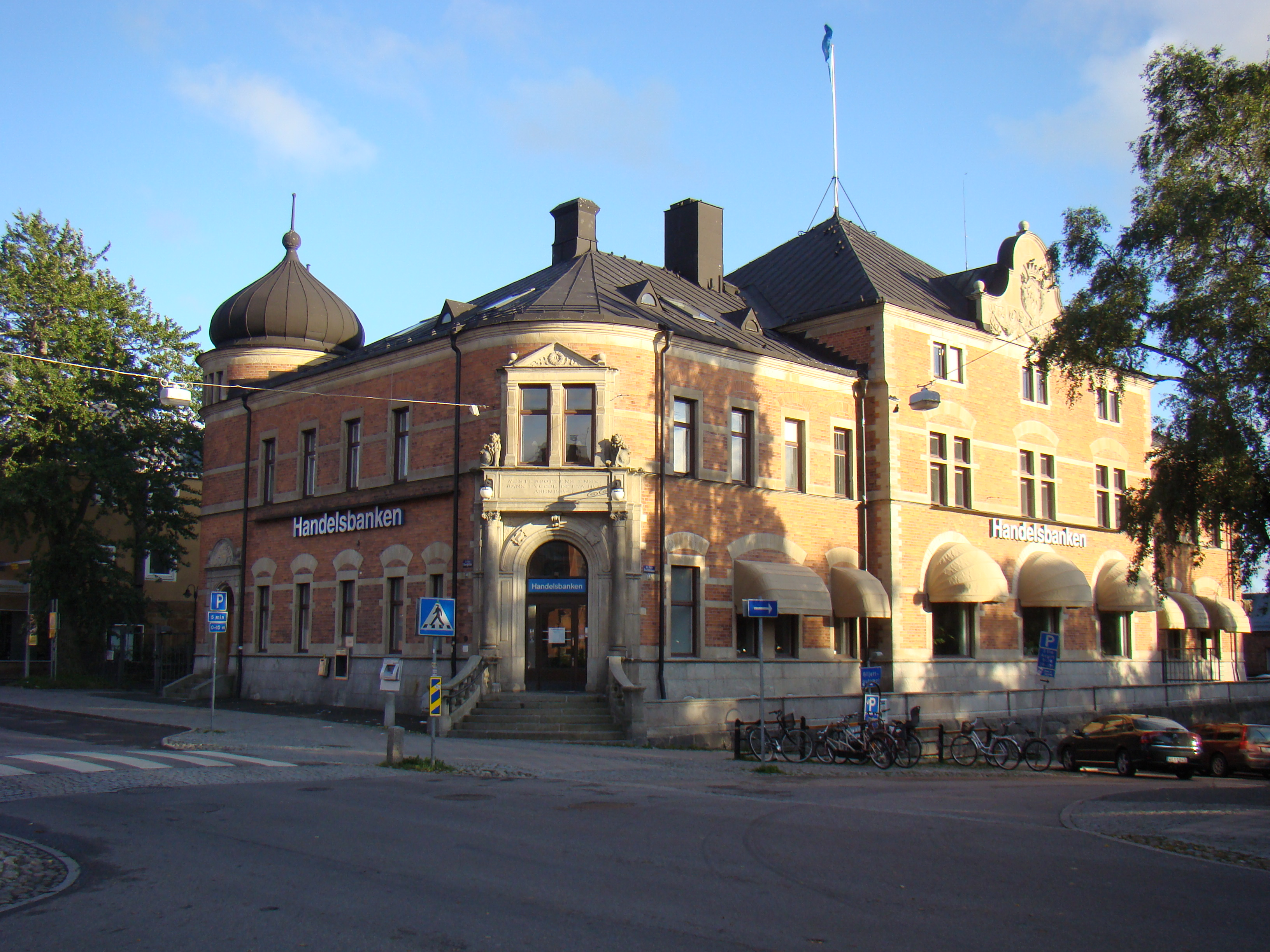
Handelsbanken i Umeå, ritad 1894 av Ernst Stenhammar.

Umeå var en central skådeplats för finska kriget år 1809. I mars 1809 intogs Umeå av ryska trupper, men dessa tvingades på grund av en kommande fredsförhandling att lämna staden efter endast ett par dagars belägring. I slutet av maj anföll ryssarna ånyo och den svenske generalen Georg Carl von Döbeln utrymde staden som återigen intogs av ryssarna den 1 juni. Dessa besatte staden tills den ryske generalen Nikolaj Kamenskij den 20 augusti tvingades till reträtt i Ratan. I samband med ryssarnas intåg bröt flera svåra farsoter ut, bland annat rödsot och fläckfeber, och många invånare avled till följd av detta.
År 1843, samma år som Svenska Förlagsföreningen (senare Svenska Förläggareföreningen) bildades, fick Umeå länets första kommissionsbokhandel, och i mitten av 1850-talet öppnade konditor Fredrik Plagemann stadens första  serveringsställe, ett så kallat schweizeri, ett kafé med alkoholutskänkning. Ett nytt länscellfängelse färdigställdes 1861.
Skeppsvarven präglade staden från slutet av 1700-talet. På Teg fanns tre rederier, och detta var en betydande näring fram till dess ångbåtarna konkurrerade ut segelfartygen. Från 1862 inleddes regelbunden gods- och passagerartrafik med ångbåt mellan staden och skärgårdens lastageplatser och hamnar – en trafik som bedrevs flera årtionden in på 1900-talet.
Åren 1860–1863 byggdes Gamla bron över älven och ungefär samtidigt skapades Döbelns park. Flera sågverk anlades i Umeås utkanter och goda tider gjorde ägarna förmögna. Ett spår av välmågan är Moritzska gården.
Johan Nordqvist uppförde år 1884 Hovrätten – en av få byggnader som klarade branden – ursprungligen för att inhysa folkskollärarinneseminariet som bildades 1876. Ett hus av amatörarkitekten Axel Cederberg, Smörasken, är likaså bevarat liksom en del av von Ahnska magasinet.
Skråväsendet upphörde i Sverige genom 1846 års införande av Fabriks- och hantverksordningen. Därmed omskapades stadens organisation, exempelvis genom införande av drätselkammare. Det fanns då i Umeå stad 35 hantverkare som hade burskap, tre utan burskap, och tre fabrikanter, vilka 1847 tillsammans bildade Umeå Fabriks- & Hantverksförening.

#### Stadsbranden

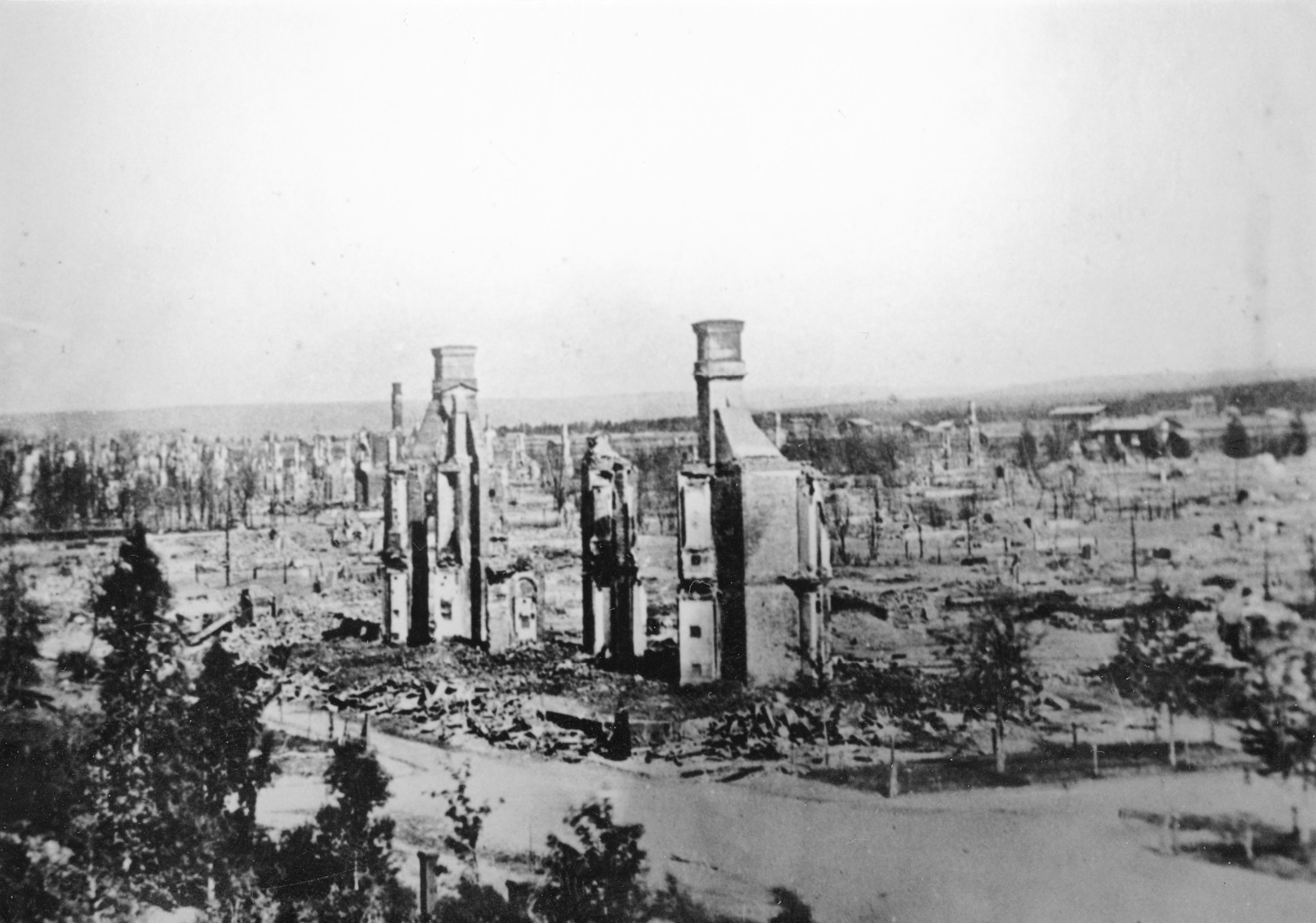
Umeå efter stadsbranden. Fotograferat från fängelsets tak mot nordväst.

Den 25 juni 1888, samma dag som Sundsvallsbranden, var det åter dags för staden att brinna ner till grunden. Allt började strax efter klockan tretton med en brand i Umeå bryggeriaktiebolags huvudbyggnad, som låg väster om Renmarksbäcken ungefär vid Storgatan 38, och brinnande takspån från bryggeriets tak följde med de kraftiga vindarna österut över staden. Tidigare den morgonen hade en brand brutit ut vid ett sågverk i Holmsund varför stadens enda ångspruta hade transporterats dit. Den kraftiga vinden och avsaknaden av brandsprutan gjorde att branden spred sig snabbt mellan husen i de trånga gatorna i staden. Först när branden nådde Östra Esplanaden vid nittontiden hejdades den när vinden slog om till nordost och husen öster om esplanaden, däribland fängelset, skonades från branden. Totalt blev cirka 2 300 av stadens 3 000 invånare hemlösa men ingen omkom i branden.

#### Återuppbyggnad

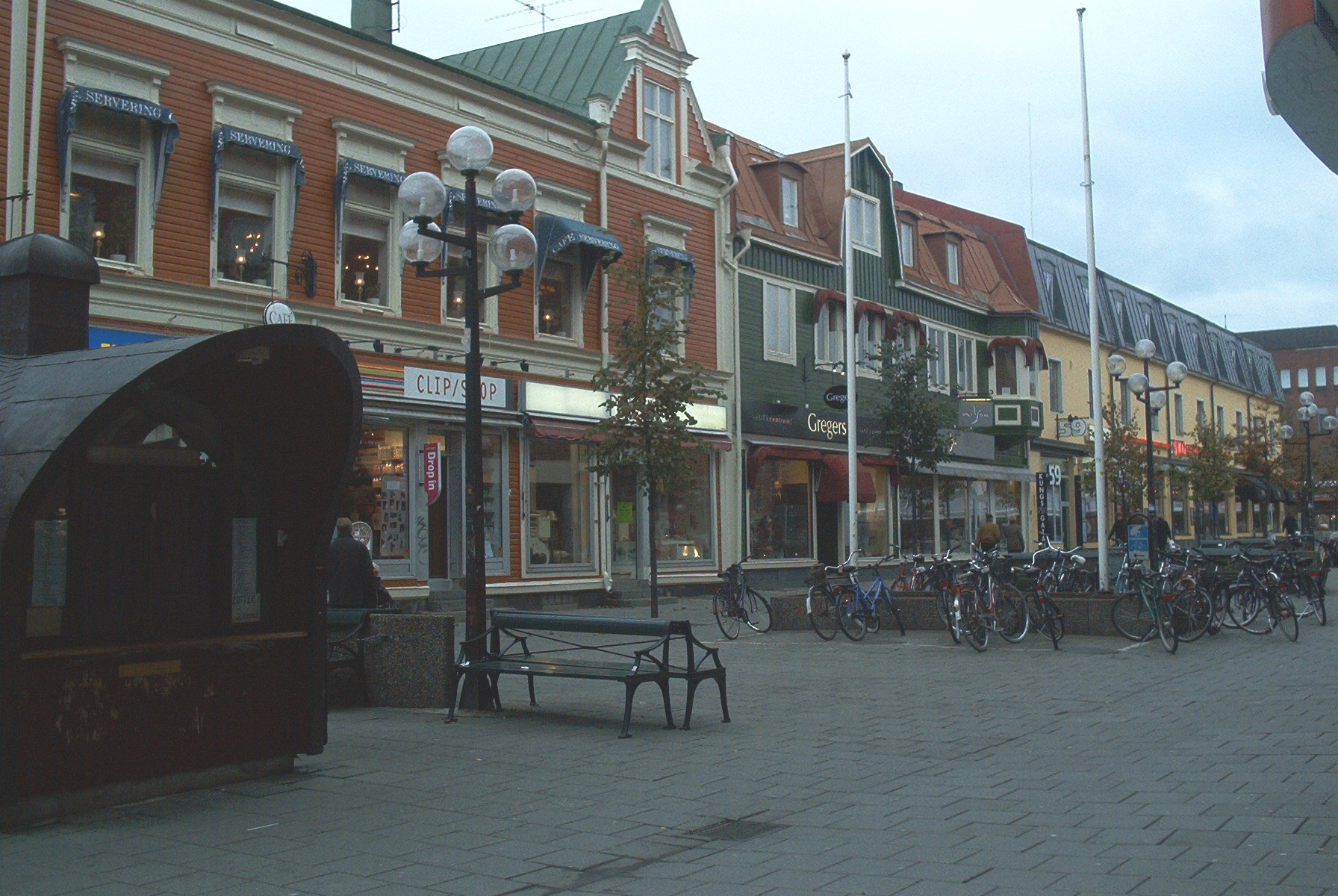
Köpmannahus i trä i västra Centrum, mitt emot MVG-gallerian i Domushuset.

När staden åter skulle byggas upp beslutades att gatorna inte fick vara för trånga och att björkar skulle planteras längs alla gator och därmed tillkom uttrycket "björkarnas stad". Fredrik Olaus Lindström ledde återuppbyggnaden. Husen som uppfördes byggdes företrädesvis i trä, och gav stadsbilden dess markanta prägel. Bland arkitekterna märks Carl Fridolf Engelbert Sandgren (Blå huset, med flera), Erik Olof Mångberg (Verkmästare Anderssons hus, Ordenshuset, med flera), Viktor Åström (Stora hotellet, med flera) och Ragnar Östberg (Aschanska villan, Scharinska villan). Några praktbyggnader i tegel uppfördes av Ernst Stenhammar (Handelsbanken), Fredrik Olaus Lindström (Riksbanken, Umeå rådhus, Umeå stads kyrka), Torben Grut (Sparbanken). Det stora Tullmagasinet vid Tegsbron uppfördes av Mångberg. Med det överblivna teglet från kyrkan, uppfördes den slottslika Borgmästarevillan av Per Eriksson. På kvarteret Höder i västra centrum uppfördes köpmannahus i trä som ännu är bevarade.

#### Elektricitet och rinnande vatten
Som fjärde stad i Sverige fick Umeå år 1892 elektrisk gatubelysning i samband med att ett elektricitetsverk upprättats. Gamla elverket av Wilhelm Stolpe är en rest från detta och är byggt som en medeltida borg. Vid mitten av 1890-talet var järnvägen på väg till Umeå och Folke Zettervall anlitades för att rita Järnvägsstationen. Gamla bron fick sin nuvarande form efter branden, och var länge den enda bron över älven.
Under 1890-talet försämrades vattenkvaliteten i stadens brunnar, och älven hade blivit alltför förorenad, så staden beslutade 1897 att göra Taflesjön (nuvarande Nydalasjön) till vattentäkt, eftersom den låg 25 meter högre än själva staden. Ett sandfilterverk placerades vid sjöstranden, och en självtrycksledning drogs till en 750 kubikmeter stor reservoar i Hamrinsberget varifrån i sin tur dricksvattenledningar drogs till stadens då cirka 300 fastigheter. I den växande staden – och med vattentoalettens intåg – blev vattentillgången dock snart otillräcklig och redan 1913 byggdes ett nytt vattenverk vid Kulla, med Piparbölesjön som vattentäkt.
År 1899 ersattes stadens vedeldade ångkraftverk med Klabböle kraftverk, ett vattenkraftverk i Klabböleforsen, det första i sitt slag i Umeälven. Kraftverket finns i dag kvar som museum, kallat Umeå Energicentrum.

### 1900-talet

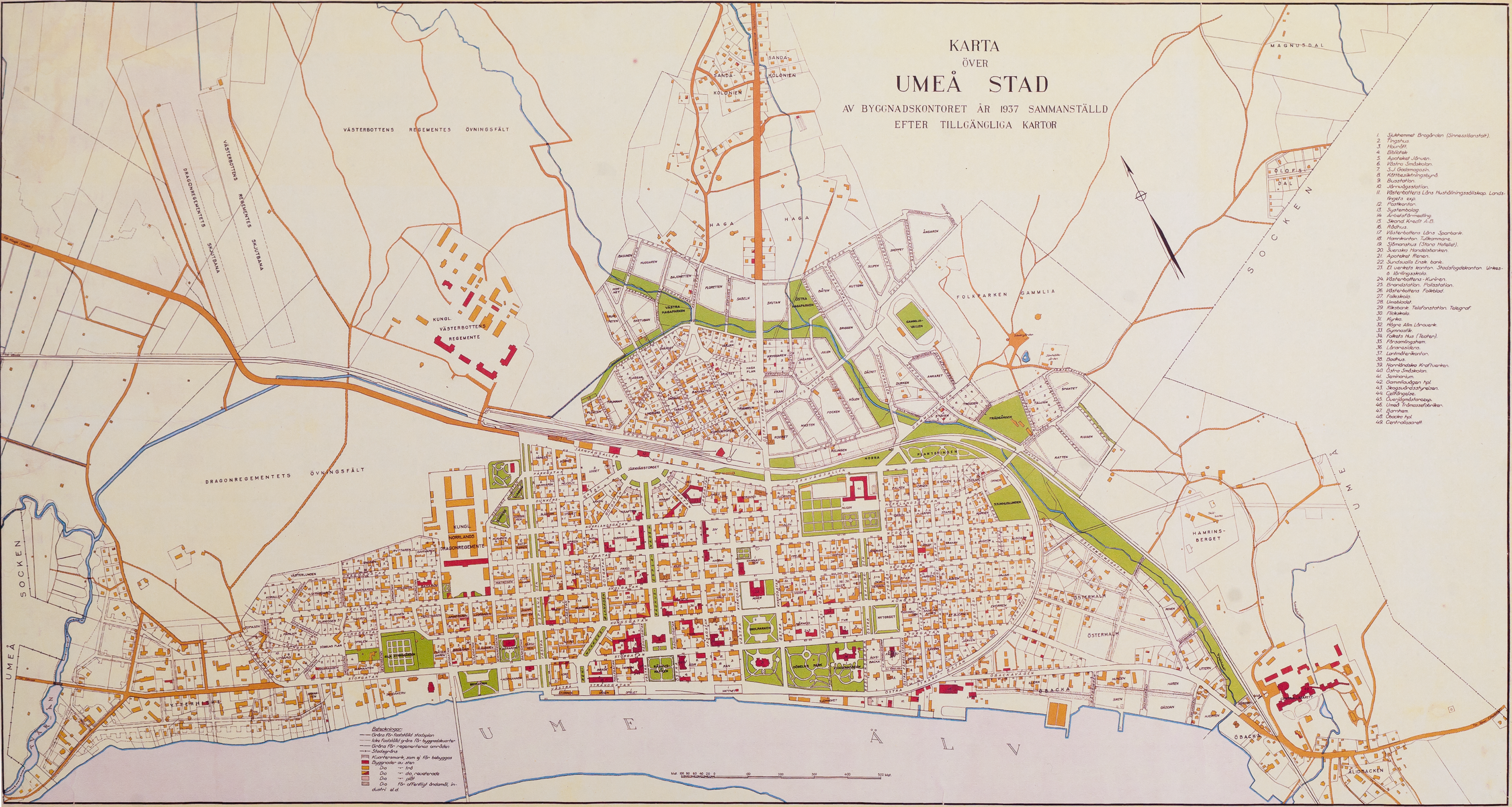
Umeå stad 1937.

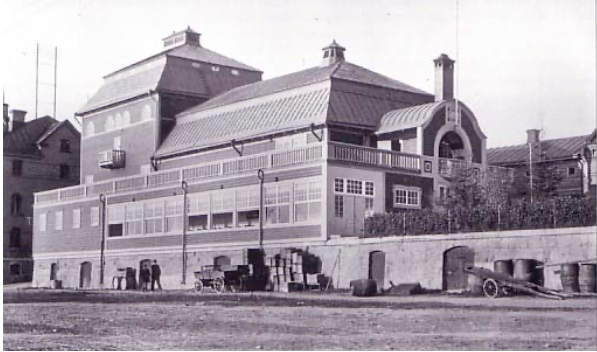
Umeå Nya Teater, 1907–1913.

År 1902 nådde järnvägens stambana fram till Umeå, vilket föranledde en utökning av stadsplanen mot norr, där den kontinentalt inspirerade vägingenjören Otto Fröman anlade Järnvägstorget där sex gator strålade samman i en halvcirkel framför Järnvägsstationen. Eftersom Umeå tätort, på grund av den kraftiga landhöjningen hade kommit att ligga drygt en mil från havet, tvingades Umeå stad 1920 bygga en uthamn i Holmsund. I Nordmaling fanns en flygplats, som 1961 flyttade till Alvik utanför Teg och senare bytte namn till Umeå Airport. År 1949 invigdes Tegsbron över vilken E4 och E12 gick fram till 2012, då vägarna fick en ny sträckning över Kolbäcksbron. Det sista året av millenniet påbörjades byggnationen av Botniabanan, som invigdes 2010.
Storsatsningen på ett nytt, stort teaterhus som invigdes 1907 kunde ha varit epokgörande, om inte huset brunnit ned så snart, redan 1913. Väntan på ett nytt teaterhus skulle vara i 70 år.

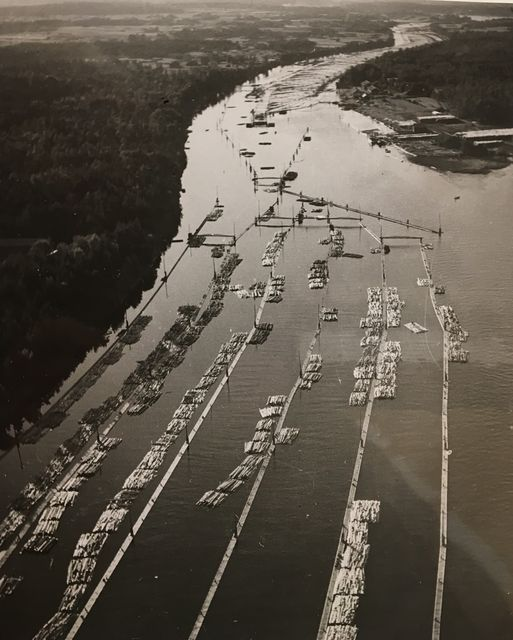
Buntsortering I Umeälven.

År 1915 anlades ett sorteringsverk för timmerflottning i Lillån i Umeälven vid Öns sydvästra del, som var verksamt fram till 1980. Under rekordåren på 1930-talet transporterades varje år närmare 13 miljoner stockar – motsvarande 30 000 fullastade timmerbilar – r via LIllåns skiljeställe, som på somrarna hade uppåt 500 anställda.
På 1920-talet undgick Umeå den så kallade regementsdöden och efter inkorporering av områdena Öbacka, Ålidhem, Sofiehem och Gimo uppnåddes 10 000 invånare. I konkurrens med andra norrlandsstäder lyckades Umeå sedan "erövra" en dubblering av folkskollärarinneutbildningen och 1936 placeringen av Hovrätten för Övre Norrland. Under motbokstidens första år uppmärksammades det så kallade Umeåsystemet. På förslag av VK-redaktören Gustav Rosén förbjöds 1923 all vin- och spritservering i Umeå, och motboksåldern skulle höjas varje år så att all försäljning till slut skulle upphöra. Staden övergav dock experimentet redan 1926, då Rosén lämnade Umeå för att bli statsråd.
Bondebefolkningen ingick den 21 februari 1928 en sammanslutning på Backen, vilket var startskottet för Riksförbundet Landsbygdens folk (RLF), vilket 1971 ombildades till Lantbrukarnas Riksförbund, LRF.
I början av 1900-talet anlades flera industrier vid Umeälvens strand nedströms innerstaden. Framför allt rörde det sig om träindustrier. Massatillverkaren Umeå träsliperi anlades 1910 vid nuvarande konstnärligt campus. En bit längre nedströms, på ömse sidor om Sandbäckens utlopp nedanför Ålidbacken, tillkom omkring 1900 Öbacka sågverk och Umeå ångsåg (även kallad Löwlingssågen). Vid Kolbäckens utlopp vid nuvarande Strömpilen fanns en gammal kvarnplats där en tjärfabrik etablerats. Efter att denna lagts ner anlades där 1910 Sofiehems sågverk, som 1927 fick ge plats för Sofiehems träsliperi, sedermera Bowaters och Sofiehem Pulp. Nedanför nuvarande Returmarknaden uppfördes Gimonäs sågverk 1917. I samma område fanns även ett tegelbruk (grundat 1890) och en lådfabrik. Bostadsområdena Sofiehem och Gimonäs växte fram som arbetarstadsdelar i anslutning till dessa industrier.

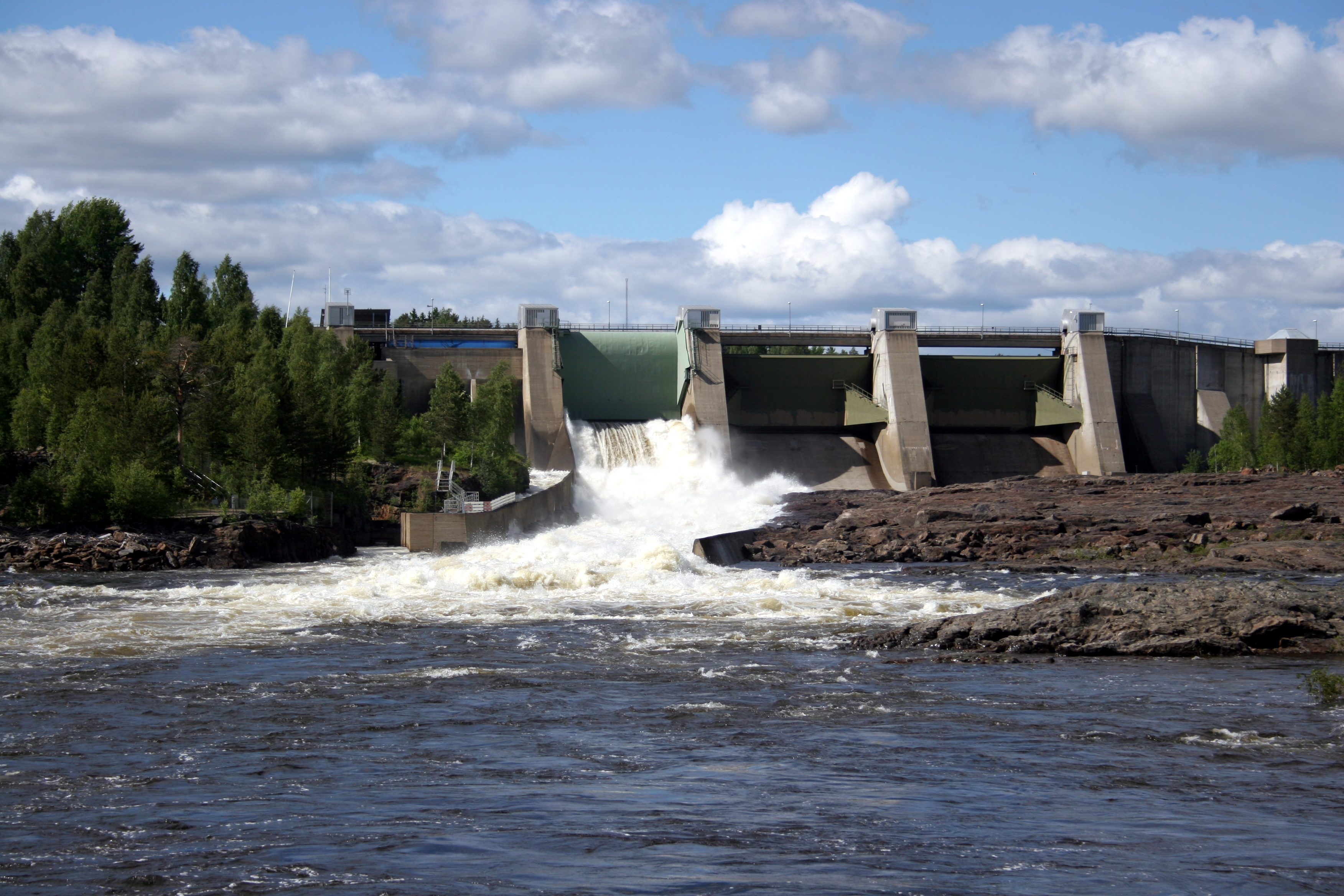
Stornorrfors kraftverk.

Tillverkningsindustrin växte med bland annat Hilding Carlssons Mekaniska Verkstad, som 1933 konstruerade Sveriges första rälsbuss och var ledande i sin bransch. Volvo lastvagnar på Teg har sitt ursprung i ett möbelsnickeri som drevs av uppfinnaren Gösta Nyström, vilken också grundade Nyström Nordpatent. Komatsu Forests föregångare Umeå Mekaniska grundades i Umeå 1961. Den växande stadens elkraftsbehov löstes 1958 genom bygget av Stornorrfors kraftverk ett par mil uppströms Umeälven.
I slutet av 1950-talet tilldelades Umeå först ett tandläkarinstitut och senare en medicinsk högskola, vilket lade grunden för att Umeå lasarett 1957 kunde uppgraderas till regionsjukhus för Övre Norrland, och för Norrlands första universitet, som invigdes 1965. Umeås befolkning ökade från 1950-talet med 1 000 invånare per år med "svackor" under 1980-talet och slutet av 1990-talet. Den 1 januari 1965 uppgick Umeå landskommun (Backen och Teg) i Umeå stad, som därmed hade 47 000 invånare. Även de tidigare landskommunerna Holmsund, Hörnefors, Sävar och Holmön blev 1974 en del av Umeå kommun. Till följd av den kraftiga befolkningsökningen dessa år uppfördes i rask takt en mängd bostadsområden, av vilka Ålidhem, Mariehem, Ersboda, Umedalen och Tomtebo är de största.

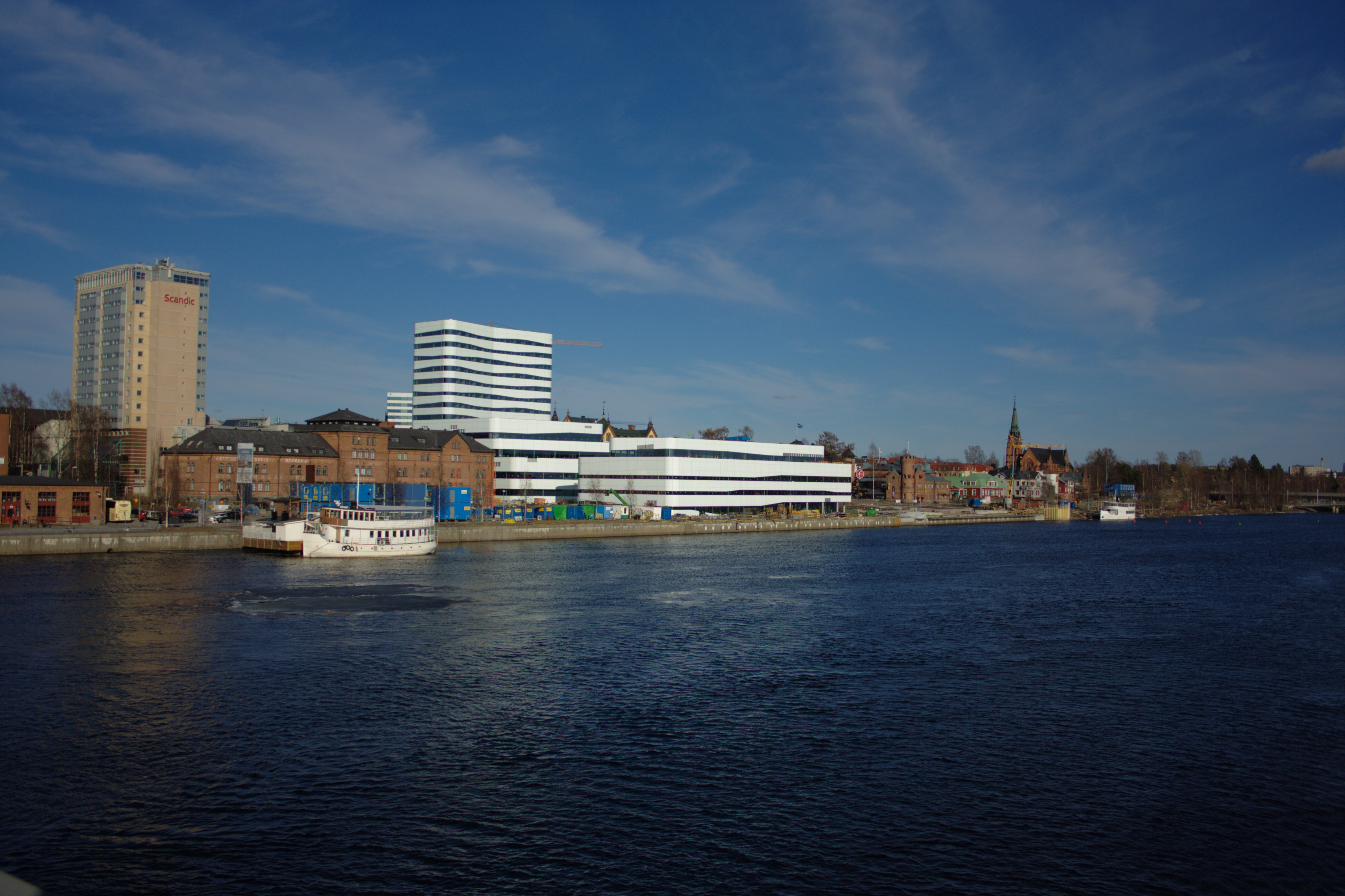
Kulturhuset Väven och Skeppsbron, 2014.

Själva innerstaden genomgick i mitten av 1900-talet flera förändringar, bland annat genom att delar av Kungsgatan gjordes till gågata, och stora varuhus som Epa, Tempo (nuvarande Åhléns) och Domus (nuvarande MVG-gallerian) uppfördes vid Rådhustorget. På 1980-talet anlades Vasaplan, där Stadsbiblioteket, Folkets hus och flera gallerior byggdes kring lokalbussterminalen. Därefter har stadskärnan utvidgats i etapper, både västerut mot Renmarkstorget och på höjden, med allt fler byggnader på tio våningar eller mer.
Centrala Umeå är av riksintresse för kulturmiljövården.

### Militärstaden
Västerbottens fänrikor sattes upp på 1500-talet under Gustav I. När indelningsverket bildades uppgick organisationen i Västerbottens regemente (1624). Umeå socken motsvarade Överstelöjtnantens kompani. År 1695 hade Umeå socken 150 roten, vilket motsvarade antalet soldater.
Umeå blev garnisonsstad 1901 när Norrlands dragonregemente (K 4) förlades till staden. Garnisonen utökades 1909 i samband med att Västerbottens regemente från sin tidigare mötesplats i Vännäs flyttade in till Hissjövägen. Inledningsvis rådde mellan de båda regementena en hätsk rivalitet, som emellanåt gav upphov till handgripligheter.
| ”                                         | Våldsamma militäroroligheter ägde den 6 oktober rum i Umeå. En formlig batalj levererades mellan manskap från Västerbottens regemente å ena sidan och Norrlands dragoner å andra. I tumultet deltog flera hundra man, vilka vid 9-tiden samlades vid Västra Esplanaden. Under tjut och skrän, som hördes över hela staden, gick slagsmålet löst med allehanda tillhyggen. | „ |
| – Vestkusten Number 46, 14 november 1912. | |   |

Sedan den 1 juli 2000 finns det endast två militära förband kvar i staden.
Norrlands dragonregemente (K 4)Norrlands dragonregemente förlades 1901 till nybyggda kaserner på Skolgatan, dit även Kavalleriets kadettskola under en tid var förlagd. År 1966 samlokaliserades Norrlands dragonregemente med Västerbottens regemente. Kasernerna övergavs helt och övertogs av kommunen som där flyttade in sin kommunförvaltning mellan åren 1969 och 1970, varför kasernerna då fick namnet Umeå stadshus. Regementet kom 1980 att omlokaliseras till Arvidsjaur.

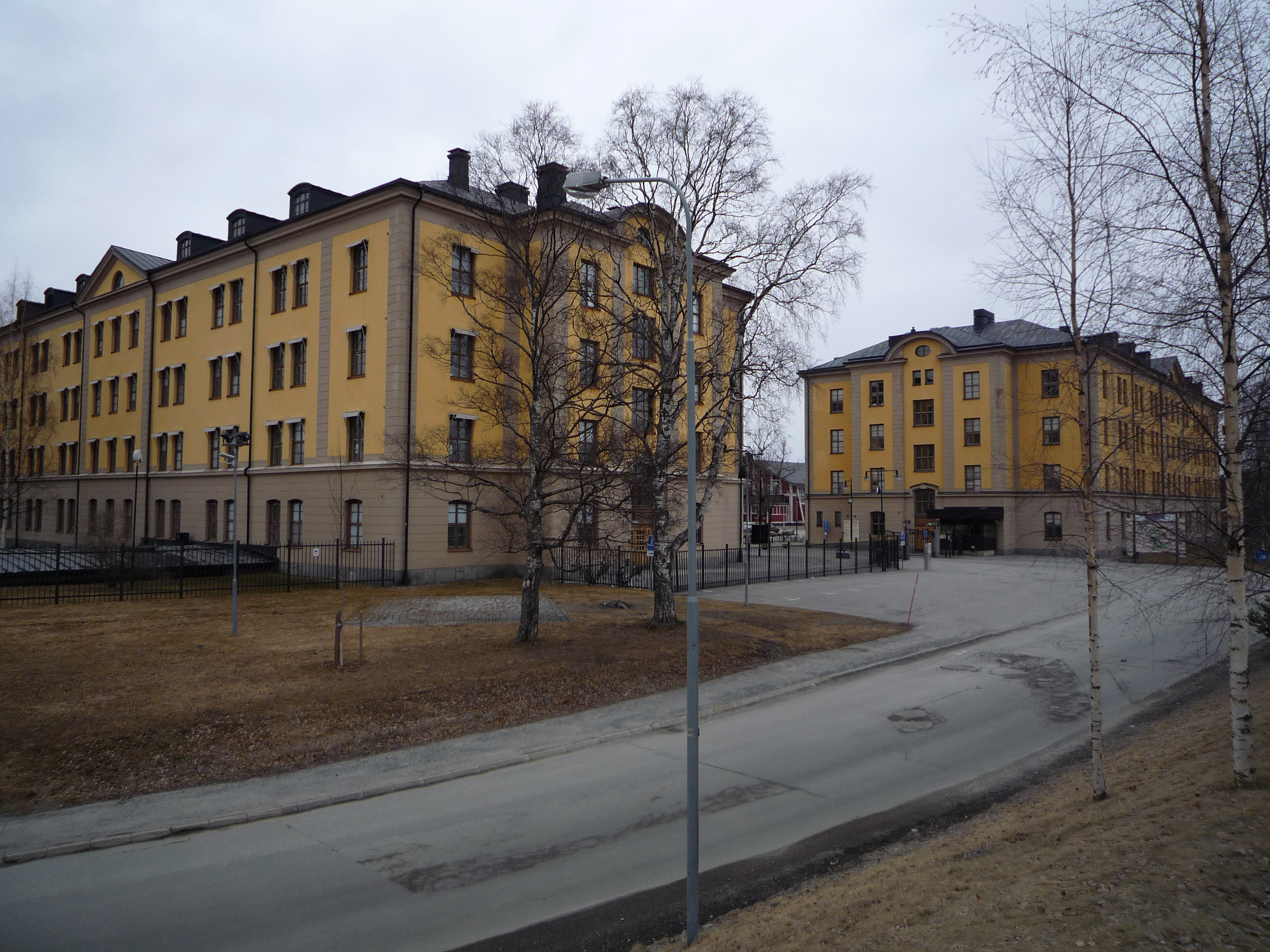
Gamla regementet, numera Umestans företagspark

Västerbottens regemente (I 20)Västerbottens regemente övergav år 1909 sin tidigare mötesplats och lägerplats Vännäs läger för att förläggas i nybyggda kaserner på Hissjövägen. Regementet kom under slutet av 1900-talet genom olika försvarsbeslut att efter hand avvecklas. År 1997 avvecklades Lapplandsbrigaden, vilket medförde att grundutbildningen av värnpliktiga upphörde vid regementet. År 2000 avvecklades så själva regementet med försvarsområdesstab. När grundutbildningen upphört 1997 såldes snart större delen av området till kommunen, som gjorde om det till en företagspark vilken sedan dess går under namnet Umestan.
Totalförsvarets skyddscentrum (SkyddC)1992 lokaliserades totalförsvarets skyddscentrum och dess garnison till staden och samlokaliserades med Västerbottens regemente. Centrumet utbildar personal för arbete med CBRN-skydd (kemiska, biologiska, radiologiska och nukleära) och har årligen fram till 2010, då värnpliktsutbildningen blev vilande i Sverige, haft omkring 100 värnpliktiga. SkyddC samarbetar nära med Totalförsvarets forskningsanstalt (FOI), vars avdelning för CBRN-skydd också den ligger i Umeå. Regeringen beslutade under slutet av 2010 att bygga en CBRN-inomhusanläggning vid SkyddC i Umeå, detta för att både på nationellt och internationellt plan öka säkerheten inom CBRN-skydd. Sammanlagt åttio miljoner investeras i anläggningen som blir den enda av sitt slag i Europa.
Västerbottensgruppen (UG 61)Västerbottensgruppen bildades den 1 juli 2000 för att fylla den roll som försvarsområdesstaben tidigare haft med stöd till hemvärn och frivilligverksamheten.

### Administrativa tillhörigheter
Umeå stad ombildades vid kommunreformen 1862 till en stadskommun. År 1965 införlivades Umeå socken/landskommun. År 1971 uppgick Umeå stad i Umeå kommun med Umeå som centralort.
I kyrkligt hänseende har orten alltid hört till Umeå stadsförsamling med delar i Umeå landsförsamling. Efter församlingsutbrytningar ingår delar av orten sedan 1963 i Tavelsjö församling och Tegs församling, sedan 1971 i Ålidhems församling och sedan 1998 i Umeå Maria församling.
Orten ingick till 1971 i domkretsen för Umeå rådhusrätt. Sedan 1971 ingår Umeå i Umeå tingsrätts domsaga.

## Geografi
Tätorten är avlång med ett avstånd på över en mil mellan de yttersta stadsdelarna Umedalen i nordväst och Tomtebo i sydost, samt de stora stadsdelarna Teg (söder om älven) och Ersboda i norr. Umeås centrum, som består av 48 kvarter, avgränsas av Ume älv, Västra Esplanaden, järnvägen och Östra Kyrkogatan. I takt med att folkmängden ökat har även delar av de angränsande stadsdelarna Haga, Väst på stan och Öst på stan fått mer av centrumkaraktär. Inne i själva staden finns ett helt skogsområde sparat, Stadsliden, som bland annat har elljusspår som nyttjats för att arrangera skid-SM. På sikt kommer även Nydalasjön att delvis omges av den växande staden eftersom stadsdelarna Mariehem (nordväst om sjön) och Tomtebo vid sjöns södra ände utvidgas längs sjöns västra sida, som hittills varit ett skogsområde.
Av 323 undersökta städer i Europa omkring år 2020 hade Umeå den renaste luften.

### Klimat
Umeå har ett tempererat klimat, som dock gränsar till att vara subarktiskt eftersom dygnsmedeltemperaturen är över 10 °C endast tre månader om året. På grund av närheten till havet har Umeå även ett kustlandsklimat, vilket gör vintrar och somrar något mildare. Friska vindar som blåser in från Kvarken bidrar till att kalla temperaturer känns kallare än vad de egentligen är. 
I juli 2014 sattes nytt värmerekord på 32,2 °C vilket är en skillnad på 70 °C jämfört med den kallaste temperatur som uppmäts vilket var -38,2°C i februari 1978.
|                                            | Jan  | Feb  | Mar  | Apr  | Maj  | Jun  | Jul  | Aug  | Sep  | Okt  | Nov  | Dec  |
| ------------------------------------------ | ---- | ---- | ---- | ---- | ---- | ---- | ---- | ---- | ---- | ---- | ---- | ---- |
| Normaldygnets maximitemperaturs medelvärde | −5   | −4   | 0    | 6    | 12   | 17   | 20   | 18   | 13   | 7    | 0    | −4   |
| Normaldygnets minimitemperaturs medelvärde | −11  | −11  | −8   | −3   | 2    | 8    | 11   | 10   | 5    | 1    | −4   | −9   |
|                                            |      |      |      |      |      |      |      |      |      |      |      |      |
| Nederbörd                                  | 49,0 | 38,0 | 41,0 | 36,0 | 41,0 | 44,0 | 53,0 | 78,0 | 73,0 | 65,0 | 76,0 | 56,0 |

| Diagram | temperaturer i °C • månadsnederbörd i mm • Källa: | temperaturer i °C • månadsnederbörd i mm • Källa: | temperaturer i °C • månadsnederbörd i mm • Källa: | temperaturer i °C • månadsnederbörd i mm • Källa: | temperaturer i °C • månadsnederbörd i mm • Källa: | temperaturer i °C • månadsnederbörd i mm • Källa: | temperaturer i °C • månadsnederbörd i mm • Källa: | temperaturer i °C • månadsnederbörd i mm • Källa: | temperaturer i °C • månadsnederbörd i mm • Källa: | temperaturer i °C • månadsnederbörd i mm • Källa: | temperaturer i °C • månadsnederbörd i mm • Källa: | temperaturer i °C • månadsnederbörd i mm • Källa: |
|         | 49 -5 -11                                         | 38 -4 -11                                         | 41 0 -8                                           | 36 6 -3                                           | 41 12 2                                           | 44 17 8                                           | 53 20 11                                          | 78 18 10                                          | 73 13 5                                           | 65 7 1                                            | 76 0 -4                                           | 56 -4 -9                                          |

## Ekonomi och infrastruktur

### Näringsliv
Med kommunen, landstinget och universitetet som största arbetsgivare har Umeå – som också är residensstad och säte för bland annat Hovrätten för Övre Norrland samt har haft två regementen – länge ansetts vara dominerat av offentlig sektor. Etableringen av Umeå universitet i mitten av 1960-talet och "Skogshögskolan" på 1970-talet, som båda expanderat kraftigt under främst 1980- och 1990-talen, har dock haft en stimulerande inverkan även på många företagsetableringar.
Umeås starka tillväxt från 1990-talet och framåt har till största delen skett inom den privata sektorn. Enligt Företagarnas och UC:s årliga undersökning Årets företagarkommun från 2014 placerade sig Umeå på tredje plats i landet mätt i företagens uthålliga tillväxt. 
Näringslivet i Umeå är differentierat med IT-företag, forskningsbaserade bioteknikindustrier och skogs- och verkstadsindustrier. Sex av Umeås exportföretag omsätter vardera mer än en miljard kronor per år.

#### Industri
Verkstadsföretagen i Umeåregionen har traditioner sedan mitten av 1900-talet. En avgörande faktor på senare år har varit tillgång till universitetsutbildad arbetskraft och kompetens.
En pionjär var Gösta Nyström, som 1929 startade ett möbelsnickeri på Böleäng i Umeå. Företaget började göra bilkarosser i trä (karosser var gjorda av trä denna tid), och kunde 1944 introducera den första självbärande stålkarossen i världen. Ingen hade sett något liknande. Snart inleddes ett samarbete med Volvo, som 1964 köpte hela fabriken som kallades Volvo Umeverken. Vidareutvecklingen av karosseriet har lett fram till Volvos lastbilshytter i FH-serien, som räknas till de främsta i världen.
2015 hade Volvo Lastvagnar i Umeå cirka 1 700 anställda och var Volvos enda hyttillverkare i Europa. Fabriken räknas som en av världens modernaste och har de senaste åren investerat cirka 650 miljoner kronor i måleriet, bland annat för att minska miljöbelastningen. Det har även investerats en dryg miljard i en ny plåtsammansättning. I samma anda pågår projekt med Umeå universitet för att göra produktionen helt koldioxidfri och baserad på grön el.
Fler exempel på framgångsrik verkstadsindustri, som också är stora arbetsgivare:
- 1947 konstruerade Karl-Ragnar Åström i Brännland för eget bruk den första svenska frontlastaren för jordbrukstraktorer och bildade några år senare företaget Ålö-maskiner, som under namnet Ålö AB vuxit till att bli världens största tillverkare inom segmentet, med cirka tjugo procent av världsmarknaden. I januari 2020 förvärvades Ålö av tyska JOST Werke SE.[70]
- 1961 grundades Umeå Mekaniska, pionjärer för tidiga skogsmaskiner, som utvecklats till världsledande tillverkare av högteknologiska skogsmaskiner under varumärket Valmet inom det sedan 2004 japanskägda företaget Komatsu Forest.

Till de stora företagen hör även GE Healthcare, som tillverkar laboratorieinstrument, SCA med SCA Shipping och SCA Obbola, som har världens största maskin för tillverkning av kraftliner, samt Norra Skogsägarna som producerar och exporterar trävaror till fler än tjugo internationella marknader.

#### Tjänster och turism

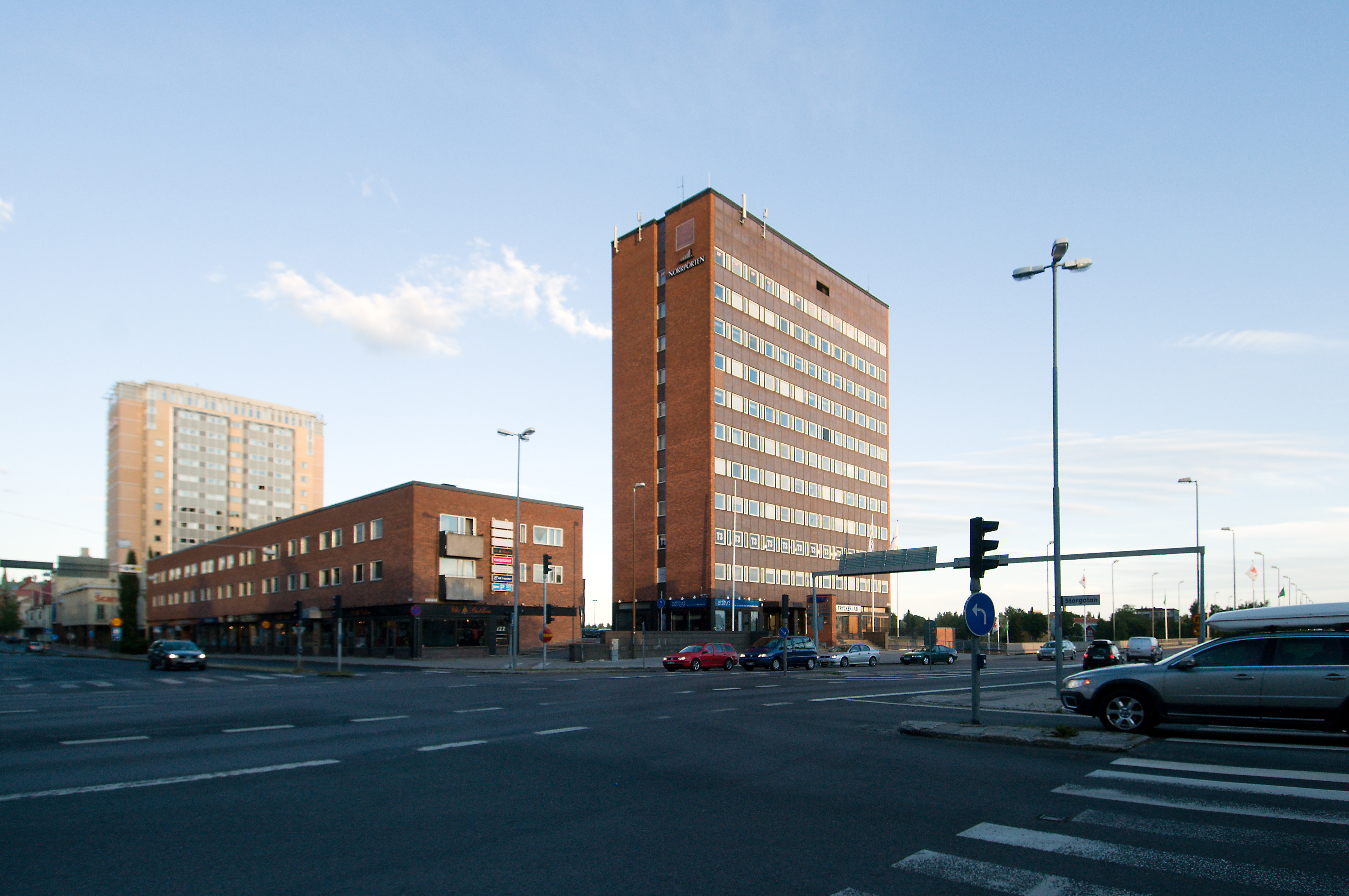
Umeå centrum, med Thulehuset i förgrunden och Scandic Plaza i bakgrunden.

En sektor som har vuxit i takt med staden är besöksnäringen. År 2009 omsatte rese- och turistnäringen i Umeå cirka 959 miljoner kronor, till stor del beroende på affärsresor, konferenser och Stora Nolia-mässan – näst Stockholms Internationella Bilsalong den publikt mest besökta i landet – som arrangeras i Umeå vartannat år, senast 2013, och i Piteå vartannat år. Några av de populäraste besöksmålen i Umeå är Västerbottens museum med Friluftsmuseet vid Gammlia, Guitars – the Museum, Umeå Energicentrum, Umedalen Skulptur, Stornorrfors kraftverk och Bildmuseet. Många turister besöker även öarna Holmön och Norrbyskär. I den större Umeåregionen, som förutom Umeå består av kommunerna Nordmaling, Bjurholm, Vindeln, Vännäs och Robertsfors, är viktiga besöksmål Olofsfors bruk, Älgens Hus, Vindelälvens forsar och Ostens lager (lagring av Västerbottensost).
Vid Nydalasjön ligger First Camp Umeå, tidigare Nydala Camping och Umeå Camping. Hundratals campingplatser och knappt 100 stugor finns här samt äventyrsgolf, restaurang, äventyrsbad och andra attraktioner.

### Infrastruktur

#### Transporter

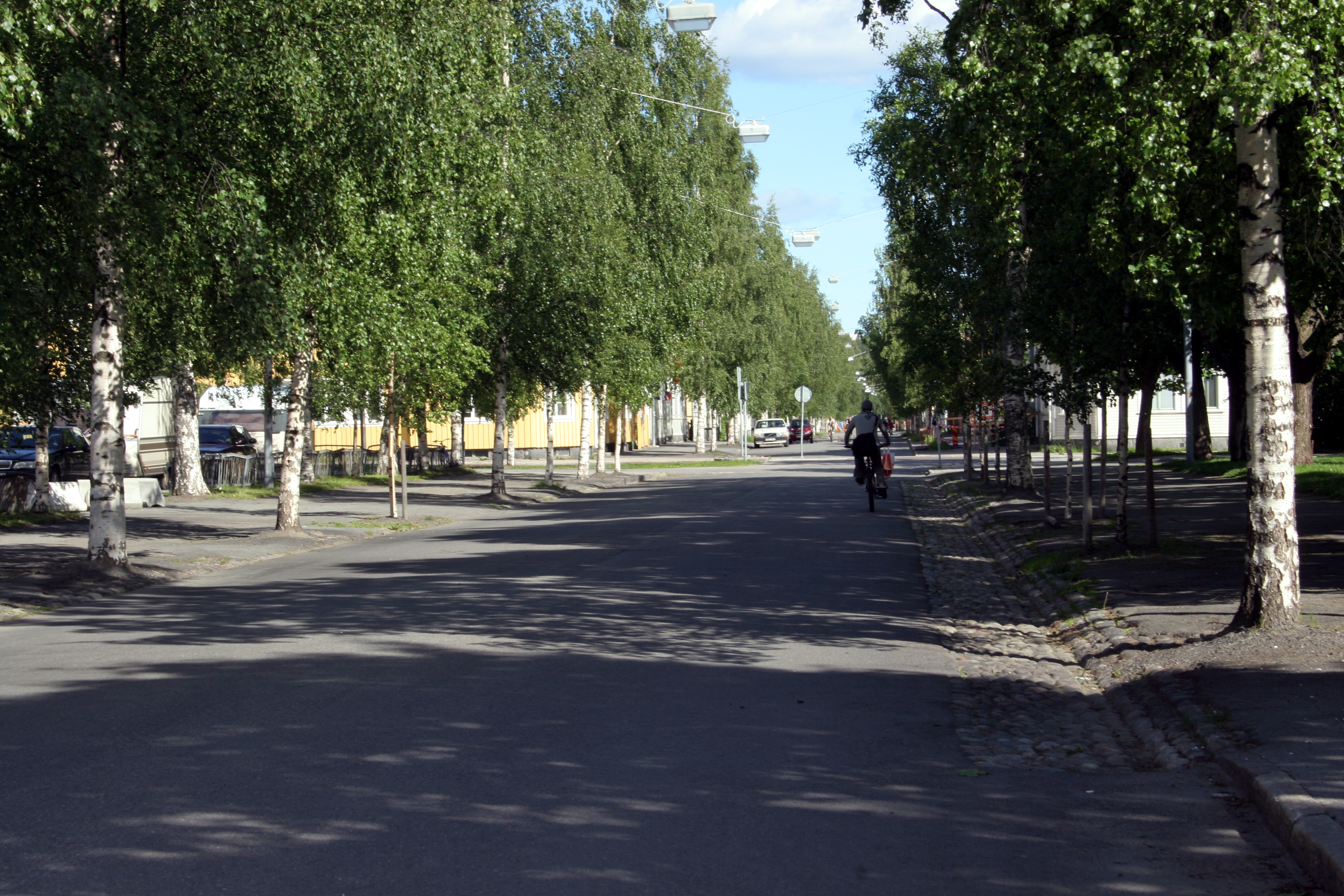
Kungsgatan, med sin björkallé, är typisk för gator i centrala Umeå.

Det går två Europavägar genom Umeå; E4 och E12 (turistvägen Blå vägen). Riksväg 92 samt länsvägarna 363 och 364 har sin början i Umeå. E4 och E12 gick i många år genom centrala Umeå, mycket nära själva stadskärnan, men 2012 invigdes E4:s nya sträckning via den Östra länken över Kolbäcksbron samt Norra länken, som leder E12 från Vännäsvägen via Ersboda till E4 och en östligare sträckning mot Holmsund. Ut ur staden har samtliga vägar förhållandevis god standard.

En ringled under namnet Umeåprojektet håller på att byggas, och beräknas stå färdig 2021.

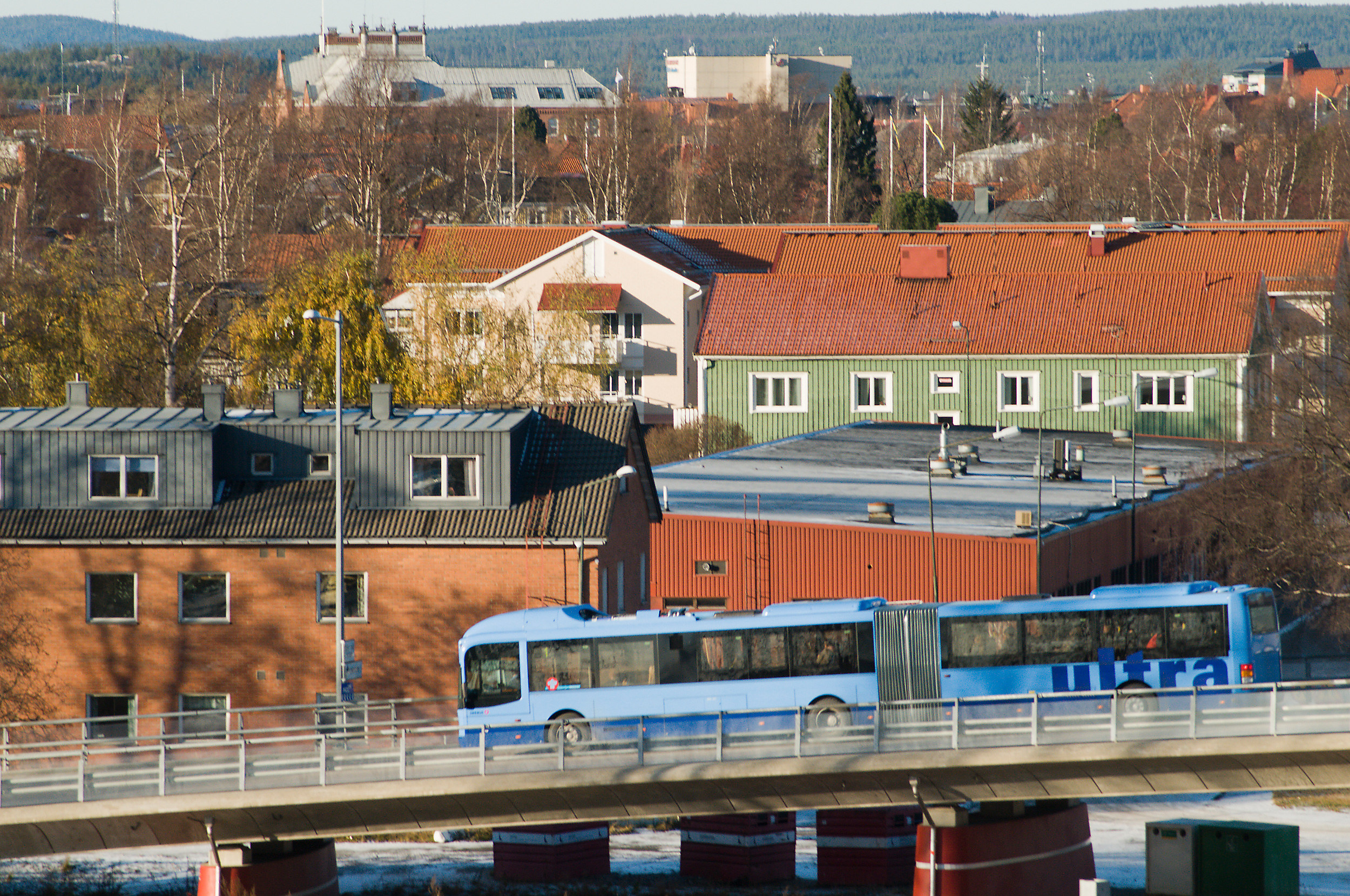
Ultrabuss linje 1 mot Umedalen med Östermalm i bakgrunden.

Umeå Lokaltrafik (ULTRA) sköter Umeås lokaltrafik som består av 18 busslinjer i Umeå. 

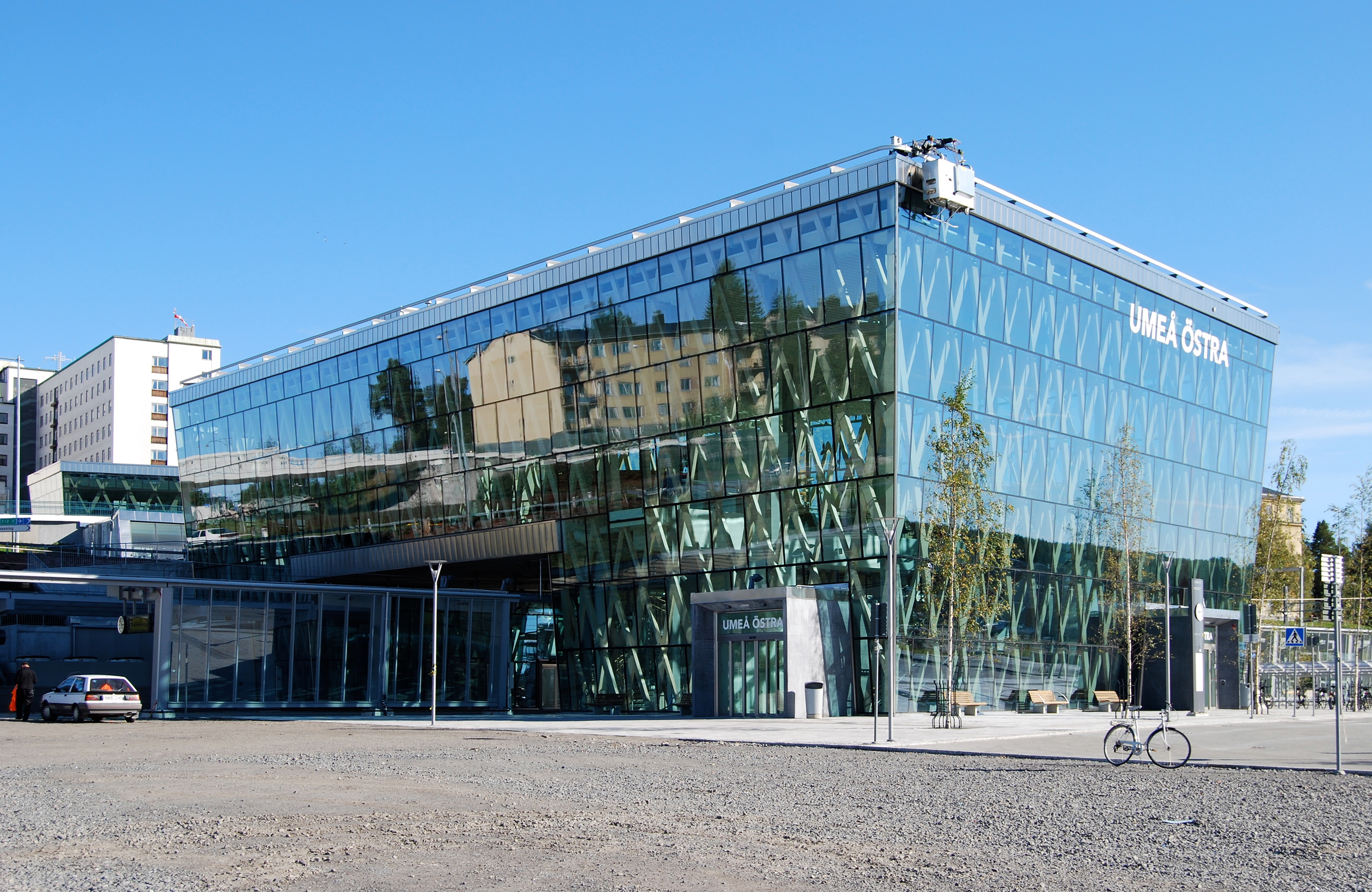
Järnvägsstationen Umeå östra station.

Umeå binds samman med Stambanan genom övre Norrland norrifrån genom Umeåbanan, en sidobana från Vännäs till Holmsund som öppnades för trafik 1896. En ny sträckning norrut mot Luleå, den så kallade Norrbotniabanan, finns med i Trafikverkets planering för åren 2018–2029; den första sträckan Umeå–Dåva påbörjades hösten 2018. Via en bro över älvdeltat som invigdes augusti 2010 finns anslutning söderut till Botniabanan – den nya kustnära järnvägen som knyter ihop Umeå med orter som Hörnefors, Nordmaling och Örnsköldsvik. 
Umeå har två stationer, den gamla Umeå centralstation samt Umeå östra station. En ny godsbangård, Umeå godsbangård, har byggts för att kunna utveckla både gods- och persontrafiken. 
Före Botniabanan var persontrafiken ringa med cirka två nattåg till Norrland som stannade i Umeå, men med betydande godstrafik med bland annat timmertåg. 
Botniabanan invigdes i augusti 2010 med regionaltåg mellan Umeå och Örnsköldsvik. Först i augusti 2012 förlängdes trafiken till Sundsvall i samband med att Ådalsbanan blev klar för trafik. Sedan dess är Umeå ett nav för regionaltåg till Sundsvall, Lycksele och Luleå. Pendeltågstrafik till Vännäs startade i december 2011 och sedan perrongen i Vännäsby blev färdigbyggd oktober 2012 stannar tågen också där.
Från december 2012 har SJ AB kört snabbtåg Stockholm–Umeå. Från december 2024 är det även SJ som kör nattågen Narvik/Luleå–Umeå–Stockholm.

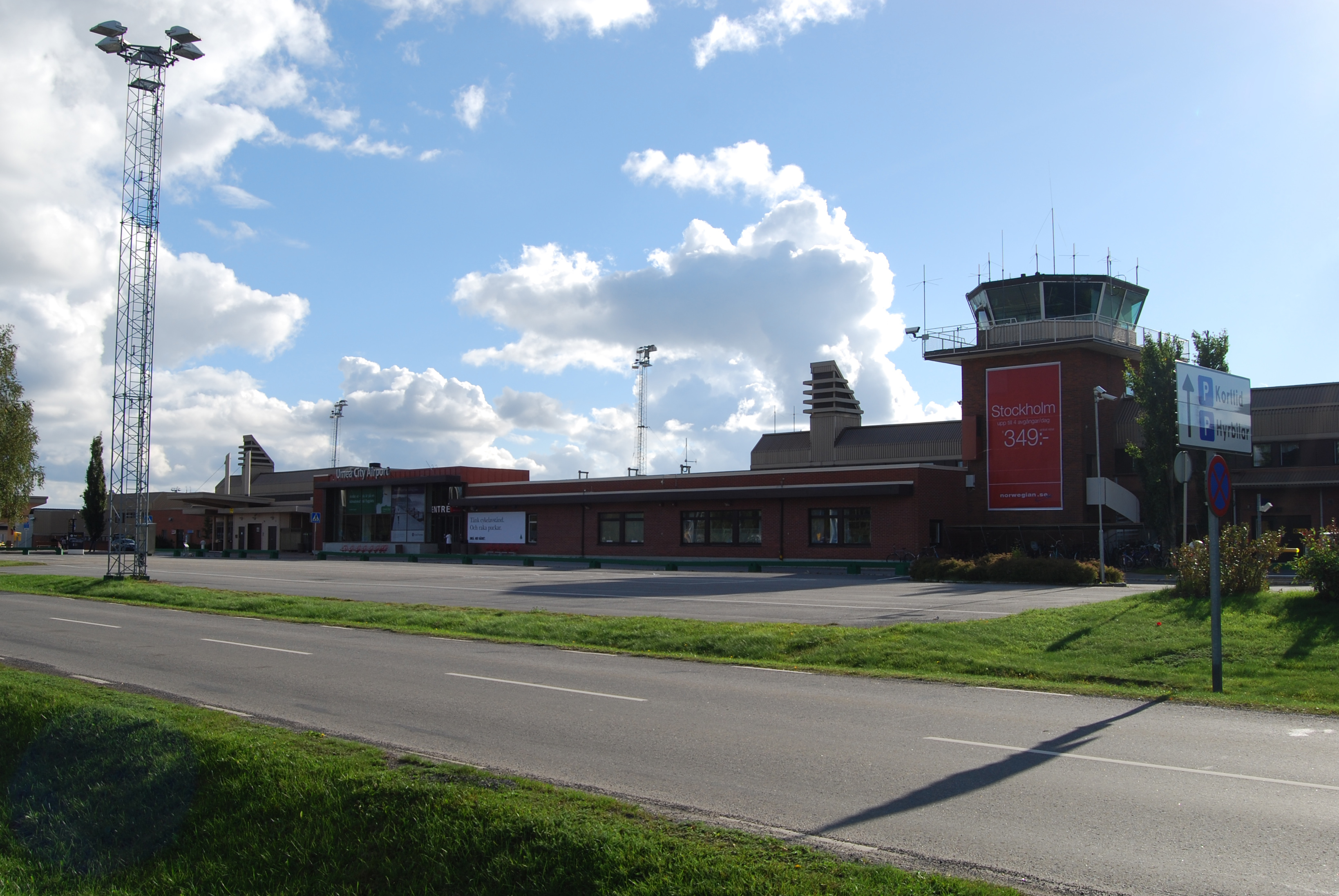
Flygplatsen Umeå Airport.

Umeå Airport byggdes 1961 och ligger cirka fyra kilometer från Umeå centrum.
Det första ångfartyget som gjorde turer över Kvarken, mellan Umeå och Vasa, var ångaren Norrland från år 1837. För närvarande (år 2020) trafikerar NLC Ferry sträckan Umeå–Vasa med fartyget M/S Wasa Express. Från Norrfjärden vid gränsen till Robertsfors kommun trafikeras Holmöleden av Trafikverket Färjerederiet till Byviken på Holmön.
I Umeåregionen finns ett antal gästhamnar för besökare med båt, bland annat vid Strömpilen, i Patholmsviken i Holmsund, i Bredvik i Obbola och på Norrbyskär.

#### Internet
Bredbandsutbyggnaden började tidigt och har få motstycken i världen – Umeå har flera gånger bedömts ha västvärldens snabbaste bredbandsnät, topp 20 i världen. Stadsnätet omfattar mer än 65 mil optofiberkabel och 3 600 mil annan fiber och ger i princip all tätortsbefolkning tillgång till bredband.
Internets utveckling i Sverige har påverkats av företag och personal med Umeåanknytning. BoNet, sedermera Bostream, startades och drevs ur ett teknikperspektiv av teknikpersonal från Umeå från starten 1998 tills de 2004 köptes upp av Bredbandsbolaget. Umeå IT-Center startade 1994 sitt bredbandsnät "Umeå Tjänstenät" där de hyrde svartfiber från Umeå Energi och hyrde kopparförbindelser från Telia. IT-Center skapade en projektplattform för utbyggnationen av Volvo Lastvagnar, samt tjänster riktade mot grafiska branschen. Ett flertal tjänster som i dag benämns molntjänster distribuerades redan på 1990-talet över "Umeå Tjänstenät". Bredbandsbolaget köpte Umeå IT-Center år 2000 och har sedan hämtat betydande delar av sin personal för nätutveckling från IT-Center, och sedan 2004 även från före detta Bostream. ISP:n RiksNet är även de i princip helt från Umeå. SkyCom, T3 har stark Umeåanknytning, men med historiska inslag från Obbola och Vindeln. Även den Stockholmsbaserade operatören Ownit har rötter i Bostream, varför man kan härleda Umeåanknytning också i detta fall.
Näringslivet har dragit stor nytta av den väl utvecklade digitala IT-infrastrukturen och det finns många både väletablerade och nya företag i och runt IT-branschen, som till exempel Cyberphoto, som växt från lokal fotobutik till att bli en av Skandinaviens största leverantörer av fotoutrustning med över 200 miljoner i årsomsättning.

#### Utbildning
Trots att Umeå var litet kom Umeå tidigt att förknippas med utbildning. Ett högre läroverk etablerades 1858 (med rötter som trivialskola ända sedan 1720-talet), och hade år 1940 – tack vare inresande elever – närmare 900 elever (fler än i de dubbelt så stora städerna Karlskrona och Linköping). Från 1942 räknades det som provårsläroverk, med rätt att utbilda gymnasielärare.
Vid sidan av läroverket – som länge var en enkönad bastion – bildades 1871 Umeå elementarläroverk för flickor, som var verksamt fram till 1967. Ett seminarium för utbildning av lärare och småskollärare inrättades 1879 med adjunkt Nils Thielers som förste rektor och Olivia Charlotta Arvidsson som seminarielärarinna.

År 1887 uppfördes ett folkskollärarinneseminarium. Folkskolan fick egna lokaler 1892, då Centralskolan uppfördes för att hysa en sexårig folkskola.

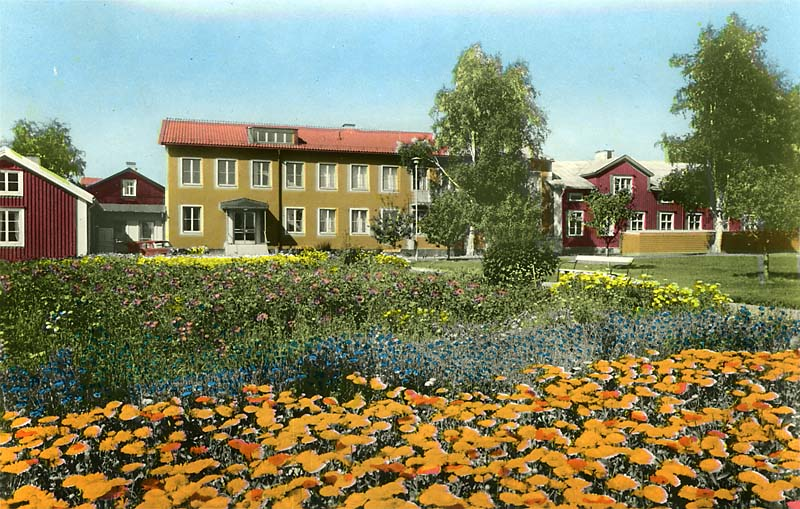
Landstingets yrkesskola, 1940-tal. Handkolorerad.

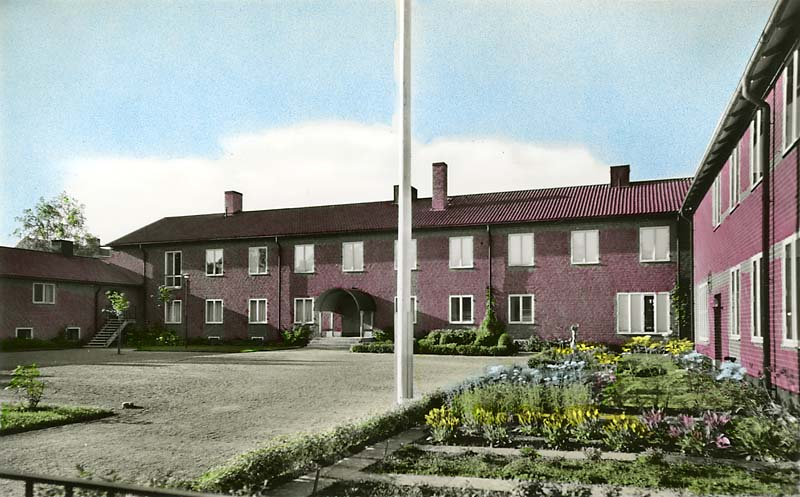
Hushållsseminariet, 1940-tal.

En lantbruksskola startades 1859 i Yttertavle. Efter flera flyttar och namnbyten fortlever skolan under namnet Forslundagymnasiet. För andra praktiska färdigheter inrättades 1864 Umeå stads söndagsskola, en yrkesskola som stöttades av Umeå fabriks- och hantverksförening, och som under olika namn kom att fortleva under ett århundrade: Umeå tekniska aftonskola 1881–1920, Umeå stads lärlingsskolor och tekniska aftonskola 1920–1939, Umeå stads skolor för yrkesundervisning 1939–1956, och åren 1956–1971 som Umeå stads yrkesskola. År 1875 startades även en slöjdskola för att uppmuntra hantverkstraditionerna i länet.
År 1948 etablerades Seminariet för huslig utbildning. Samma år flyttades Landstingets yrkesskola för kvinnor, som startats 1943, på grund av bristande elevunderlag från Åsele till Umeå, där man framgent kunde utbilda sig till sömmerska, väverska, modist, barnvårdare och internatföreståndarinna.
När Tegs centralskola invigdes 1955 var den landets första skola byggd för klass ett till nio.
Redan innan invigningen av Umeå universitet 1965 hade Umeå etablerat sig som högskolestad. Tandläkarinstitutet invigdes 1958, och samma år beslöts om inrättandet av en medicinsk högskola i staden. År 1962 inrättades ett socialinstitut, och 1964 en statlig lärarhögskola. Dessa högskolor och institut har sedermera upptagits i Umeå universitet, till skillnad från de skogliga utbildningar som etablerats från 1970-talets början och numera ingår i Sveriges lantbruksuniversitet (SLU).

#### Sjukvård, andra viktiga samhällstjänster

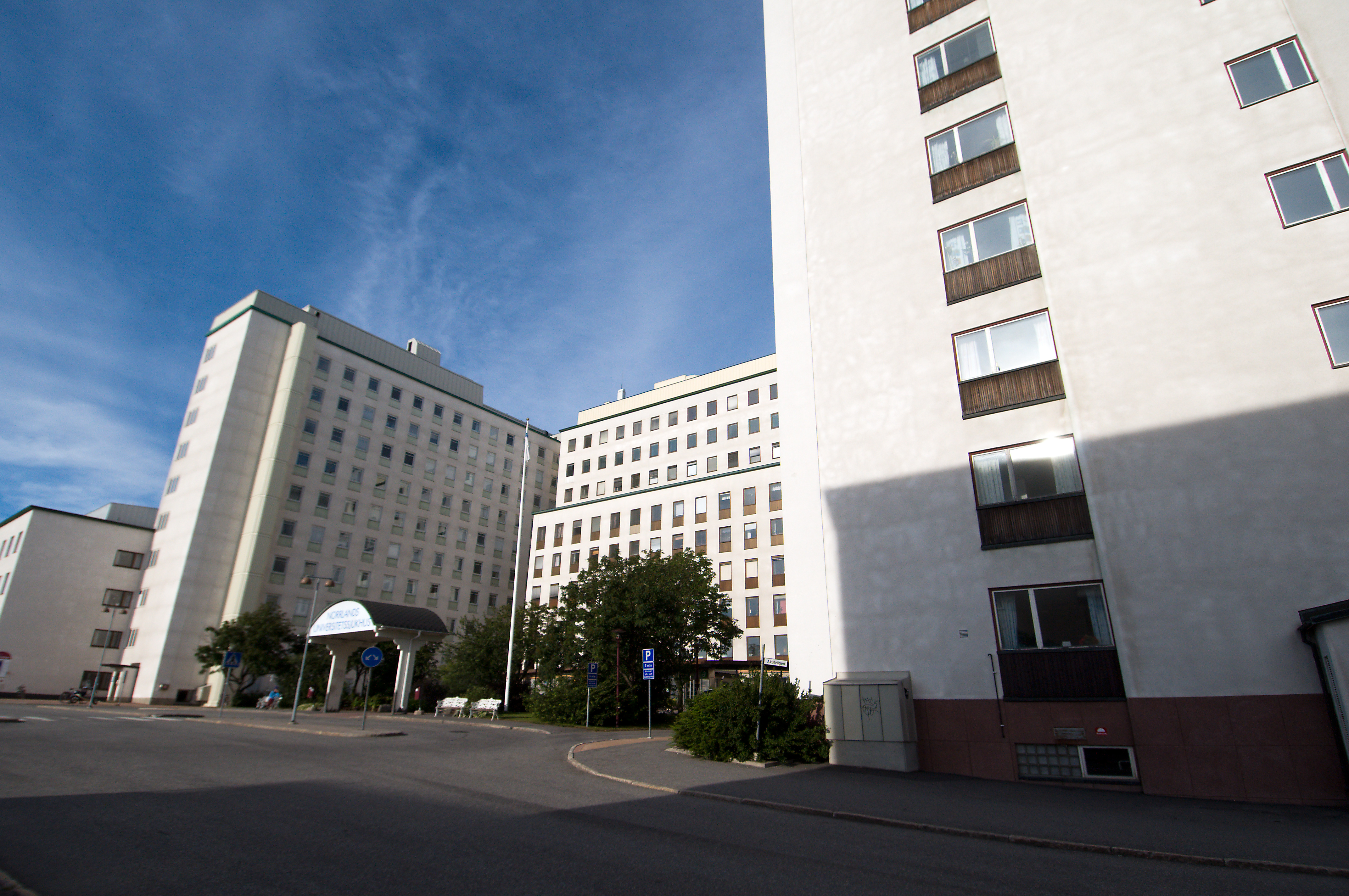
Norrlands universitetssjukhus

Norrlands universitetssjukhus (NUS) i Umeå är det största sjukhuset norr om Uppsala, med drygt 700 vårdplatser. Här behandlas patienter från hela norra Sverige som behöver högspecialiserad vård. Telemedicin i olika former är ett viktigt komplement i det stora upptagningsområdet. Utbildningar till läkare, tandläkare, sjuksköterskor, fysioterapeuter och annan vårdpersonal bedrivs i nära samarbete mellan sjukhuset och universitetet.
Trots att många myndigheter finns representerade i Umeå har inte ortens starka tillväxt medfört att så många myndigheters huvudkontor utlokaliserats hit. Ett undantag är Brottsoffermyndigheten som etablerades här 1994.

## Befolkning

### Demografi

#### Stadsdelar

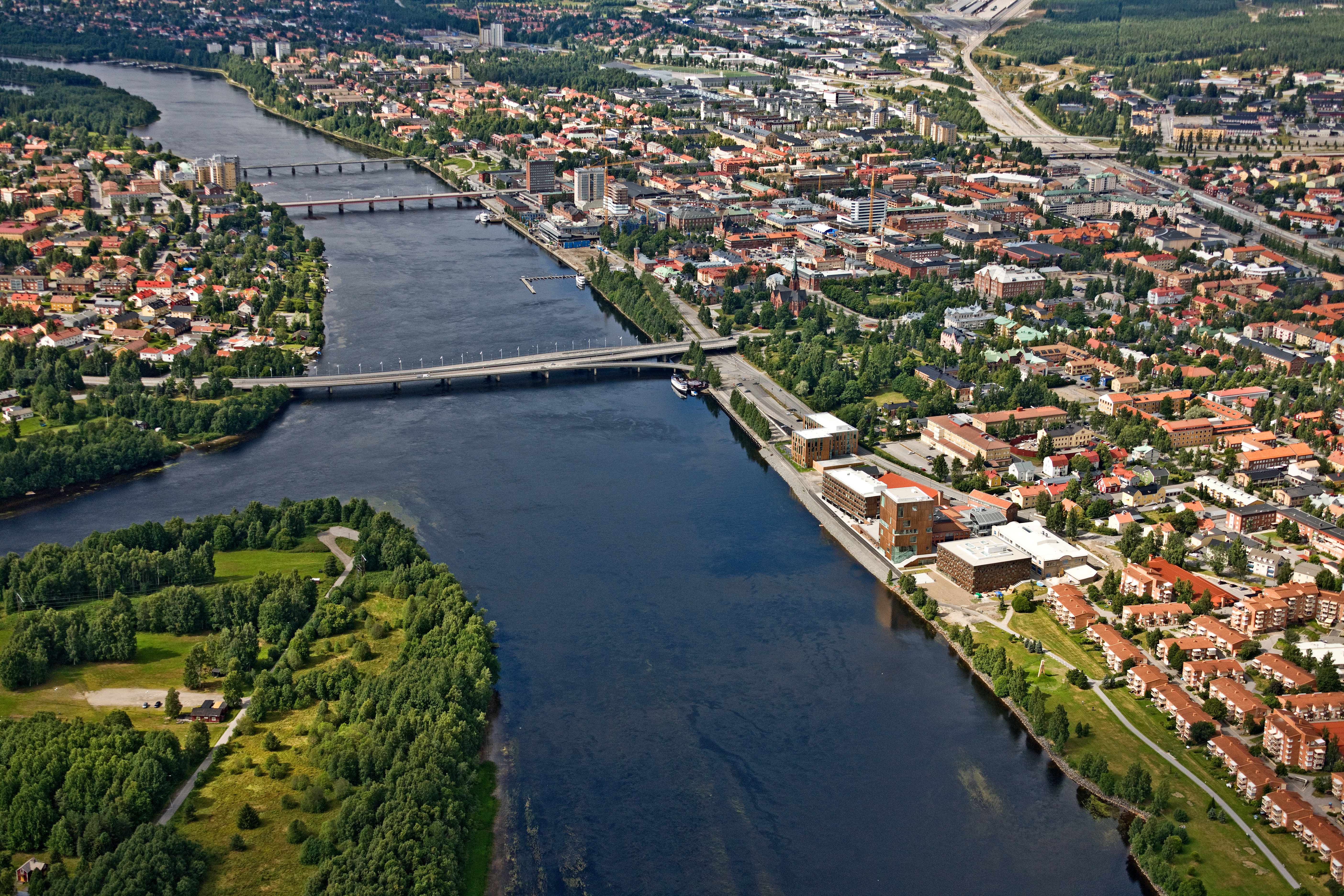
Flygbild över Umeås centrala stadsdelar (2013).

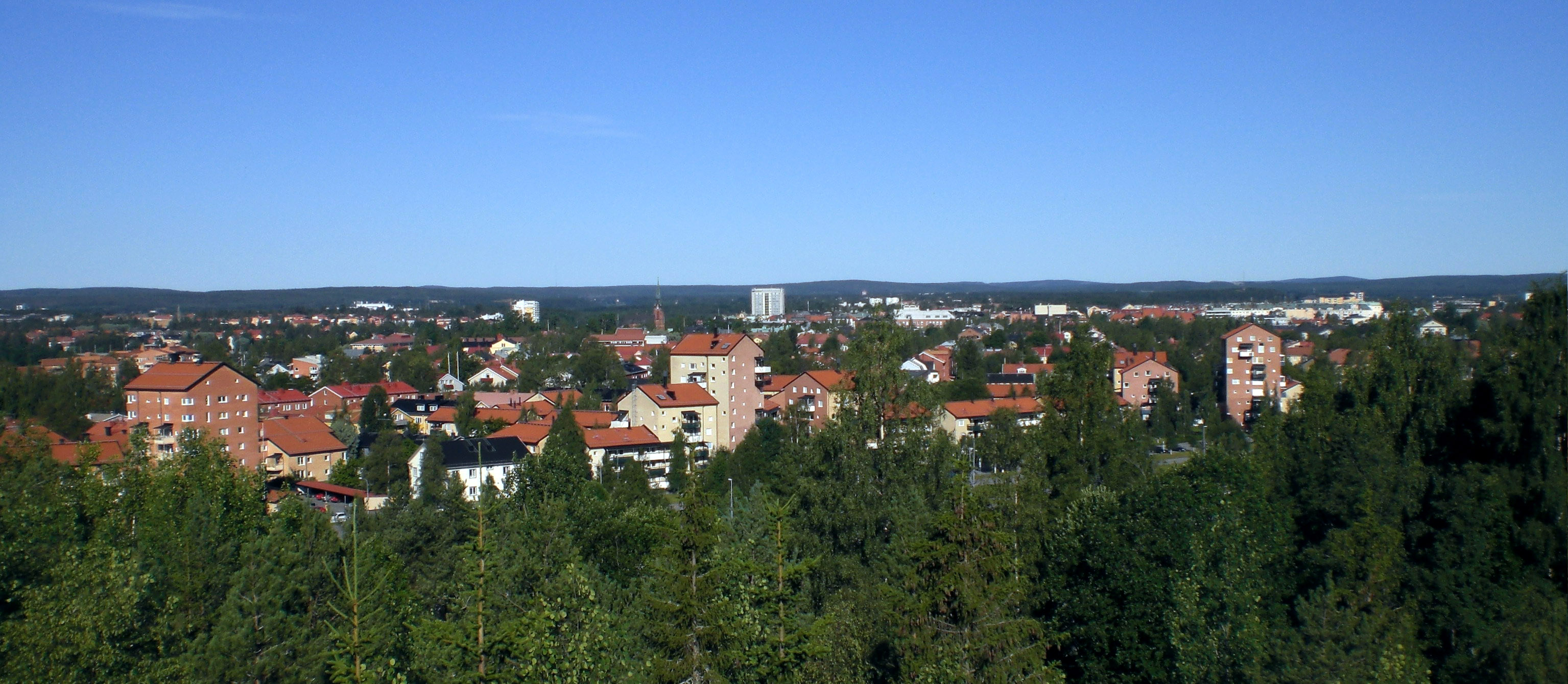
Centrala Umeå sett från Hamrinsberget (2008).

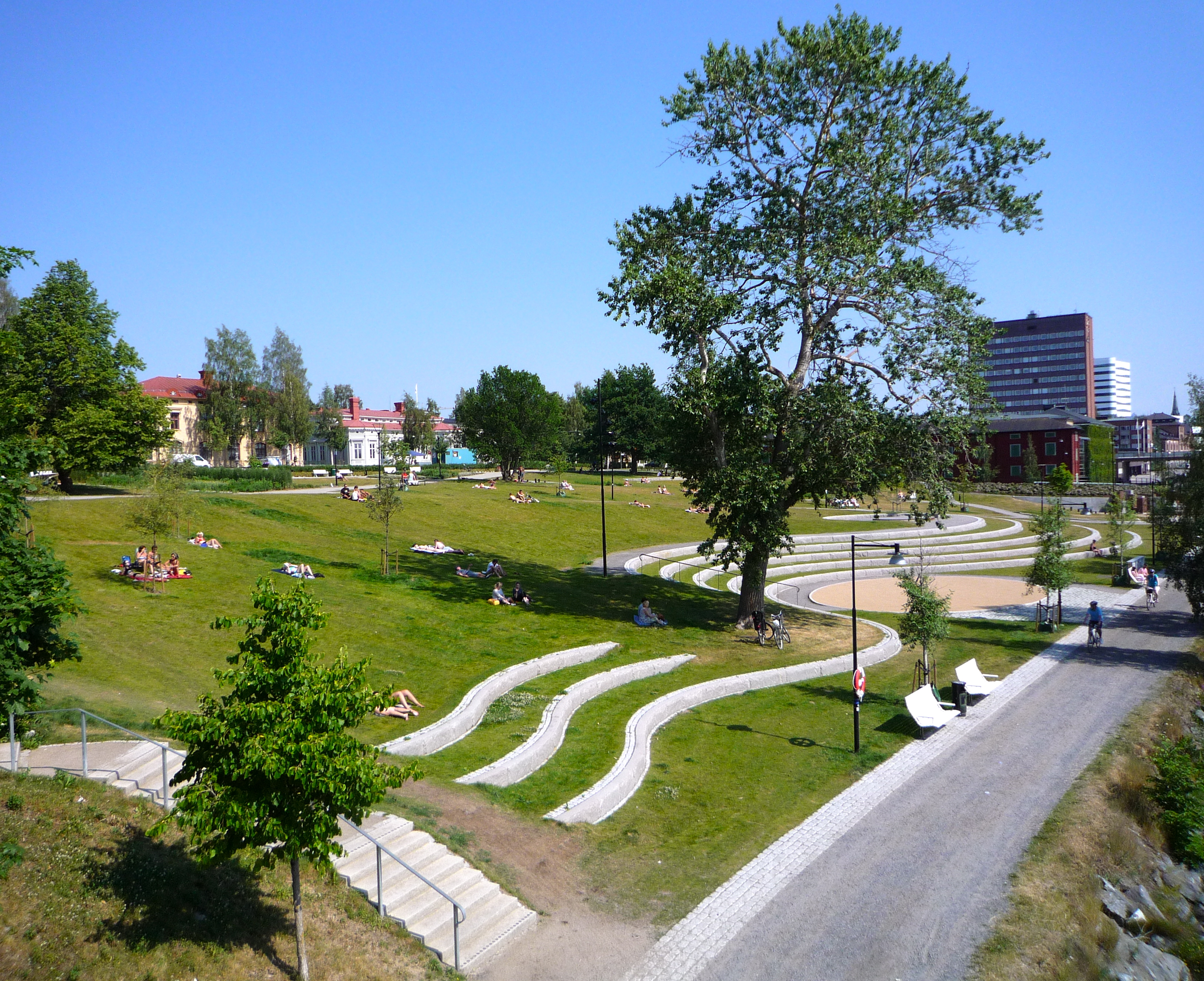
Broparken i Umeå (2014).

I Umeå bor de flesta stadsdelars invånare på X och inte i X – alltså "på Berghem", "på Haga" och "på Ålidhem", vilket också gäller de centrala områden som benämns "väst på stan" och "öst på stan". Samma grammatiska regel gäller för alla Umeås stadsdelar med undantag av centrala Umeå – "i centrum" – och Röbäck, vilket beror på att denna stadsdel intill nutid varit en egen by, en "småort", och först från 2015 inräknats som en del av Umeå. I takt med att Umeå växer och snart inkorporerar byar som Baggböle, Ersmark, Innertavle och Stöcksjö kan regeln möjligen luckras upp.
Umeå består av 22 stadsdelar, vilka i sin tur är indelade i 59 stadsdelsområden och 46 bostadsområden/grannskapsenheter.

#### Befolkningsutveckling
De första århundradena efter stadsprivilegiernas utfärdande år 1646 växte staden i måttlig takt. 1650 års 365 invånare hade 40 år senare ökat till 610, men befolkningen minskade igen i samband med de ryska härjningarna runt år 1700. Först kring sekelskiftet 1800 passerades 1 000 invånare, som 1850 blivit 1 500 och sedan drygt 3 000 år 1890. Därefter har staden – tätorten – vuxit närmast oavbrutet: drygt 11 000 invånare år 1930, drygt 17 000 år 1950 och så vidare enligt tabellen nedan.
| Befolkningsutvecklingen i tätorten Umeå 1960–2023                              | Befolkningsutvecklingen i tätorten Umeå 1960–2023 | Befolkningsutvecklingen i tätorten Umeå 1960–2023 | Befolkningsutvecklingen i tätorten Umeå 1960–2023 | Befolkningsutvecklingen i tätorten Umeå 1960–2023 |
| ------------------------------------------------------------------------------ | ------------------------------------------------- | ------------------------------------------------- | ------------------------------------------------- | ------------------------------------------------- |
|                                                                                |                                                   |                                                   |                                                   |                                                   |
| År                                                                             |                                                   |                                                   | Folkmängd                                         | Areal (ha)                                        |
| 1960                                                                           | 1960                                              |                                                   | 32 492                                            |                                                   |
| 1965                                                                           | 1965                                              |                                                   | 39 889                                            |                                                   |
| 1970                                                                           | 1970                                              |                                                   | 47 692                                            |                                                   |
| 1975                                                                           | 1975                                              |                                                   | 49 715                                            |                                                   |
| 1980                                                                           | 1980                                              |                                                   | 52 719                                            |                                                   |
| 1990                                                                           | 1990                                              |                                                   | 60 305                                            | 3 257                                             |
| 1995                                                                           | 1995                                              |                                                   | 68 494                                            | 3 344                                             |
| 2000                                                                           | 2000                                              |                                                   | 70 959                                            | 3 341                                             |
| 2005                                                                           | 2005                                              |                                                   | 75 645                                            | 3 346                                             |
| 2010                                                                           | 2010                                              |                                                   | 79 594                                            | 3 415                                             |
| 2015                                                                           | 2015                                              |                                                   | 83 249                                            | 3 220                                             |
| 2020                                                                           | 2020                                              |                                                   | 91 916                                            | 3 513                                             |
| 2023                                                                           | 2023                                              |                                                   | 94 243                                            | 3 632                                             |
| Anm.: Sammanvuxen med Tomtebo 2010, åter utbruten 2015, åter sammanvuxen 2020. |                                                   |                                                   |                                                   |                                                   |

#### Minoriteter
I Umeå bor det många sverigefinnar. Enligt Sverigefinska Riksförbundet (SFRF) är omkring sex procent av umeåborna sverigefinländare. De flesta är invandrade från Finland under 1960- och 1970-talen, men många är också nedflyttade sverigefinnar och tornedalingar.
Många är aktiva i det sverigefinska föreningslivet och i Umeå finns en av Sveriges äldsta sverigefinska föreningar, Finska klubben i Umeå eller Uumajan Suomalainen Kerho. På finska heter Umeå Uumaja. I Umeå bor även en hel del sverigefinlandssvenskar som flyttat dit från svenskbygderna i Finland. En del av dem är aktiva i föreningen Umeå Finlandssvenskar.

## Kultur

### Massmedier
Några av de mest kända program som producerats av Umeå-baserade redaktioner är barnprogrammet Sant och sånt (1972–1987) av och med Staffan Ling och Bengt Andersson, det feministiska Radio Ellen (i SR P1 åren 1981–1995), konsumentmagasinet Plus (i SvT från 1987), och humorprogrammet Mammas nya kille (i Sveriges Radio P3 från 2005).

#### Press
Bland dagstidningar i Umeå hittas Umebladet, Västerbottens-Kuriren och Folkbladet.
Bland övriga tidningar kan nämnas 
Hemslöjden, Kris, Kulturella perspektiv, Kvalitetsmagasinet, Norra Skogsmagasinet, Norrlandsmagasinet, Nöjesmagasinet City, QLTR, Spira, Telekom idag, Tidningen Kulturen, Tidskriften Västerbotten, Totalt Umeå, Vasaplan, Vertex och  Västerbottningen.

#### Radio och television
SVT Umeå bevakar Umeå med lokala nyhetssändningar.

### Konstarter

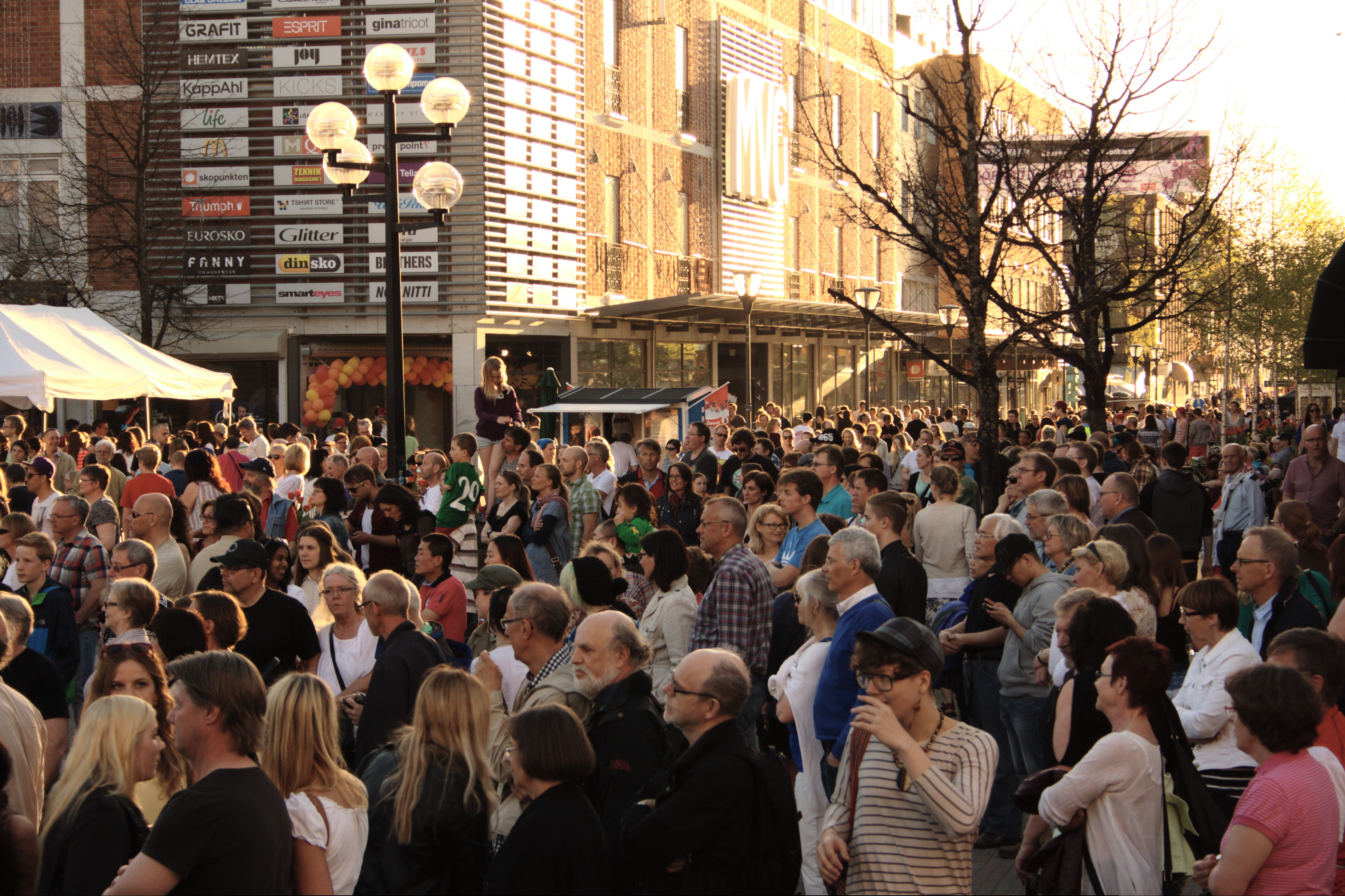
Kulturnatta 2013 i Umeå.

Kulturlivet i Umeå utvecklades tidigt och har fokuserat på både eget kulturutövande och att locka gästspel till staden. 
Föreningar som UMS, Minerva, Shakespearesällskapet, Teaterföreningen, KF Kretsen, Filmstudion, Studentteatern och kulturföreningen Humlan har under årens lopp bidragit till att utveckla och stimulera intresset, och har på senare år fått sällskap av såväl allt bättre kommunala kulturskolor som yngre fantaster inom de flesta kulturområden.
Ett par decennier in på 2000-talet är Norrlandsoperan den stora kulturscenen tillsammans med Västerbottens museum (110 200 besök 2018) och Bildmuseet (83 372 besök 2018) som är de viktigaste besöksmålen. En ny knutpunkt är kulturhuset Väven, som inrymmer stadsbibliotek, teaterscen, Kvinnohistoriskt museum och Folkets Bio. Umeå Folkets hus – som huserar flera av de större festivalerna och den anrika Jazzklubben – inrymmer sedan 2019 även gitarrmuseet Guitars – The museum.
De största festivaler är Brännbollsyran, Littfest, Jazzfestivalen, Folkmusikfestivalen, Rum för Performance, House of Metal och Visfestivalen på Holmön. Några festivaler, däribland Umeå Open, MADE-festivalen, en filmfestival och en kammarmusikfestival, har lagts ned av ekonomiska skäl. I Umeå finns också friluftsområdet Gammlia. 
Hösten 2009 utsågs Umeå att tillsammans med Riga i Lettland vara Europas kulturhuvudstad 2014.

#### Musik och dans
Umeå Musiksällskap (UMS) bildades hösten 1862 och är därmed Umeås äldsta kulturförening samt en av landets allra äldsta orkesterföreningar. 
Umeå är en aktiv dansstad. De största föreningarna för "social dans" är Umeå dansimperium, Björkstalaget, Swingum, Umeå Salsa Club och Tango Norteno.

#### Teater
Kulturlivet består också av fria teatergrupper som Profilteatern, Skuggteatern och Ögonblicksteatern

#### Bildkonst
Umedalens skulpturpark, samt en konsthögskola, som tillsammans med Bildmuseet, Arkitekthögskolan och  Designhögskolan bildar Konstnärligt campus vid Umeå universitet.

### Sport
Umeås idrottsliv dominerades länge främst av vintersport. De första stora framgångarna nåddes i längdskidåkning, med Vasaloppssegrar på 1930-talet och senare otaliga svenska mästerskapstitlar. 
Den andra stora vintersporten är ishockey, där IF Björklöven under sin storhetstid på 1980-talet blev svenska mästare. En tredje framgångsrik vintersport är curling, där Lag Gustafson under 1990-talet tog åtskilliga medaljer i Europamästerskap, världsmästerskap och olympiska spel.
Umeå är numera också ett starkt fäste för innebandy. Mest framgångsrika har Iksus damer varit, med sex SM-guld och fem titlar i Europacupen för klubblag.
Fotboll låg länge i skymundan för till exempel ishockeyn. År 1996 hade Umeå för första gången lag i Sveriges högsta division för såväl herrar som damer, Umeå FC respektive Umeå IK, men båda degraderades direkt. Vidare under 2000-talet kom dock Umeå IK att skörda åtskilliga framgångar genom sju segrar i Damallsvenskan, två segrar i Uefa Women's Cup och fyra Svenska cupen-titlar.
Basket har på senare år vuxit sig större i Umeå, med elitsatsningar både på dam- och herrsidan. Där har Udominate etablerat sig som ett av de främsta lagen i basketligan för damer.